# Edat mitjana als Països Catalans
L'edat mitjana als Països Catalans és el període històric en què els Països Catalans assoleixen progressivament una personalitat jurídica pròpia, associada a un context geogràfic determinat. I també és el període en què neix el català com a llengua diferenciada del llatí i de les altres llengües romàniques, i també gaudeix de la seva màxima esplendor com a llengua literària i oficial, tant als comtats catalans com a la corona d'Aragó. En aquest període, es va produir la següent cronologia d'esdeveniments històrics:

## Invasió musulmana

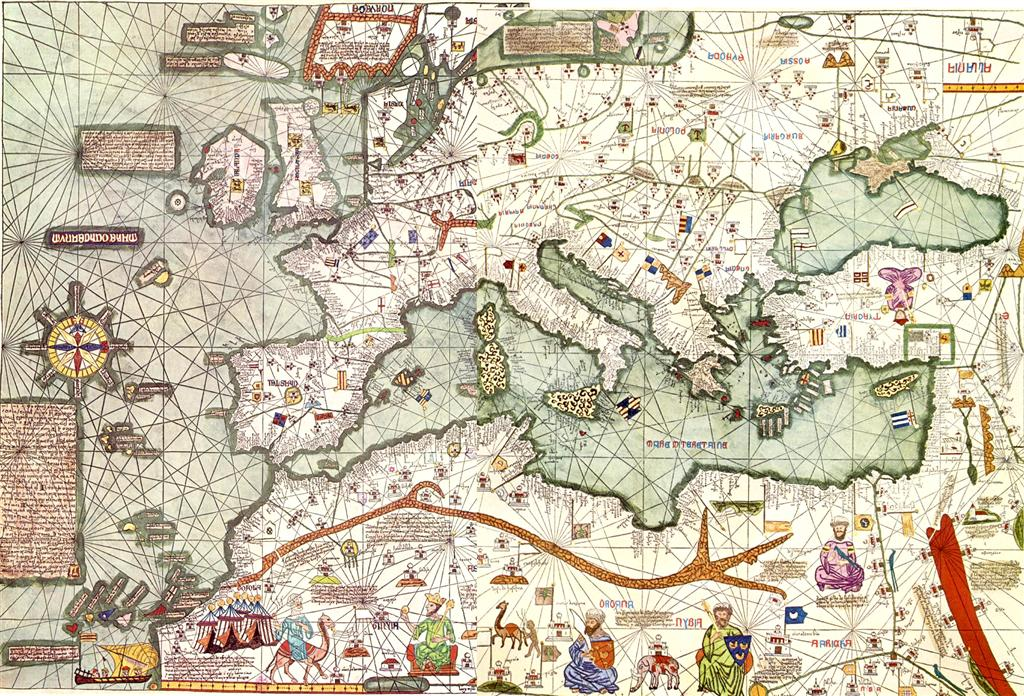
Una part de l'Atles català d'Abraham i Jafudà Cresques

La primavera del 713 Abd-al-Aziz ibn Mussa, fill de Mussa ibn Nussayr, governador de Kairuan, signava un pacte de capitulació amb el noble Teodomir (tractat de Teodomir), pel qual Teodomir reconeixeria la sobirania islàmica i passava a administrar un ampli territori que abastava les conques dels rius Segura i Vinalopó, la futura kura de Tudmir, amb centre a Oriola. Aquest és el punt de partida de la islamització del Xarq al-Àndalus, per la costa mediterrània ibèrica.
Després de la ràpida invasió musulmana d'Hispània (711 - 718), aquest territori es constitueix com una província dependent del califat de Damasc. Els governants en van fixar la capital a la ciutat de Còrdova, van rebre del califa de Damasc el títol de valí i envaïren la Gàl·lia.
Inicialment, els musulmans no eren massa nombrosos i només anaven a l'ocupació de les places importants, la qual cosa els va obligar a deixar, de moment, grans bosses lliures.

## Conquesta carolíngia
Els francs, liderats per Pere Martell, aturaren els peus dels àrabs a la batalla de Tours l'any 732 i així cessà l'embat musulmà dins el Regne dels Francs. A partir de llavors, els francs emprengueren la conquesta d'Hispània per tots dos costats dels Pirineus. Els territoris conquerits dins Espanya conformaren un territori fronterer anàleg a les altres marques de l'imperi, el qual ha estat anomenat Marca Hispànica; no obstant això, aquests territoris no conformaren cap unitat governada per un marquès i diversos autors han posat en qüestió el concepte.
La conquesta d'Hispània tengué fruits diferents a cadascun dels caps dels Pirineus; així, mentre que fou fallida la campanya contra Saraqusta que va acabar amb la derrota a la batalla de Roncesvalls, la conquesta franca dels territoris hispans orientals va començar el 759 al Rosselló i va concloure amb la conquesta de tota la Catalunya Vella, estructurada en comtats. El 785 les mateixes elits locals que havien capitulat als musulmans, lliuraren la ciutat de Girona, que estava governada pel valí Matruh ibn Sulayman, a Carlemany; el 798 caigueren Vic i Cardona, i finalment, el 801 caigué Madinat Barshiluna.

## Els comtats catalans
Els comtats catalans són els comtats que aparegueren formats pels volts de l'actual Catalunya arran de la conquesta carolíngia. Immediatament després de la conquesta carolíngia, als territoris pirinencs en poder dels francs, hom hi troba la menció d'uns districtes politicoadministratius -Pallars, Ribagorça, Urgell, Cerdanya, Barcelona, Girona, Osona, Empúries, Rosselló- que reben el nom de comtat, dins dels quals, com a subdivisió, existeixen altres circumscripcions menors, els pagi (pagus, en singular), com, per exemple, Berga o el Vallespir.

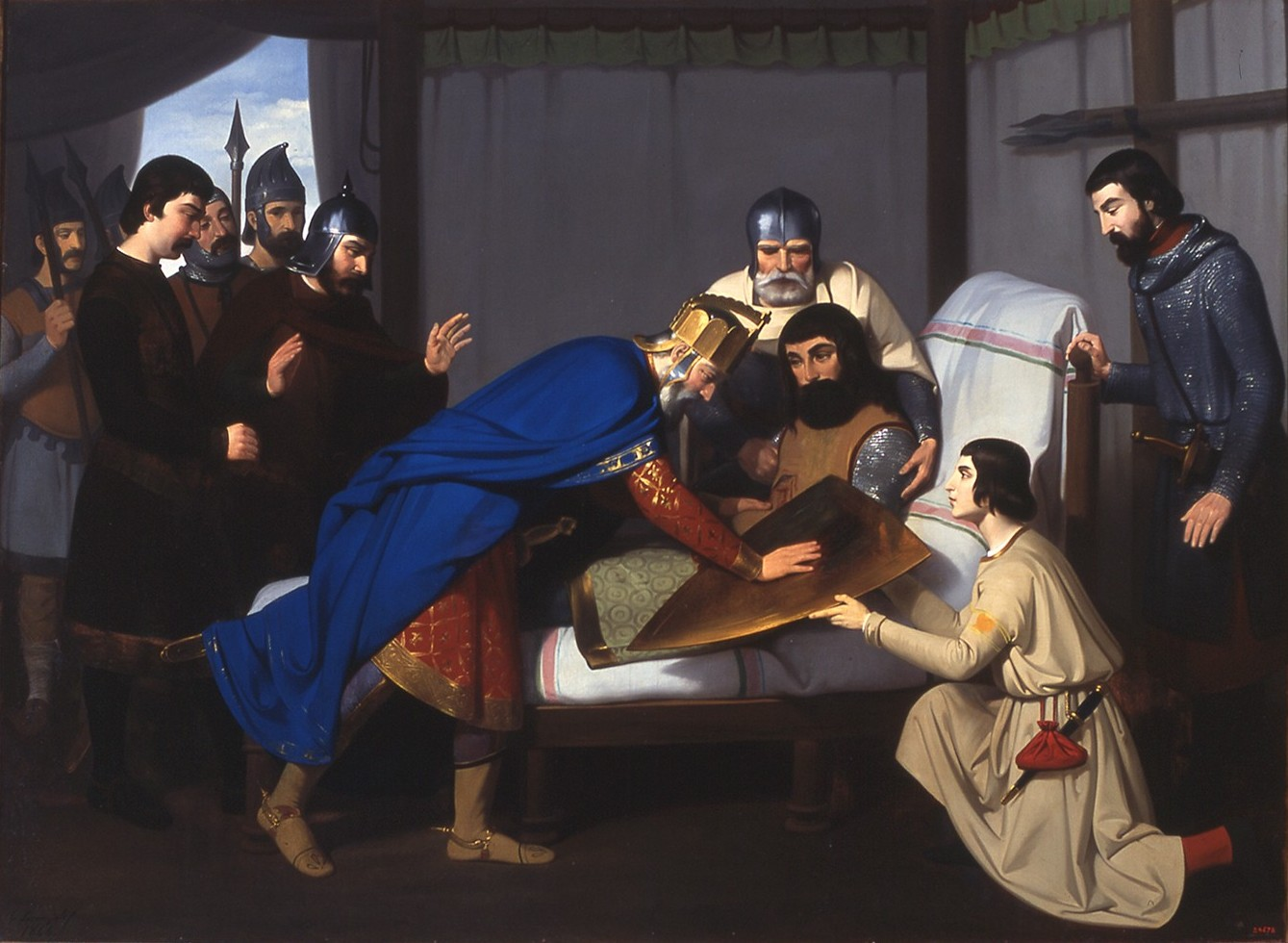
Origen de l'escut del comtat de Barcelona (Reial Acadèmia Catalana de Belles Arts de Sant Jordi). Seguint el que diu la llegenda, Claudi Lorenzale pinta (1843-1844) el moment en què Carles II estén els dits en l'escut de Guifré I, creant l'escut d'armes del comtat de Barcelona

L'origen d'aquests comtats i pagi es remunta a èpoques anteriors als carolingis, tal com testimonia la freqüent coincidència entre els seus límits i els dels territoris d'antigues tribus iberes; com a mostra, el comtat de Cerdanya es corresponia amb el país dels ceretans, el d'Osona amb el dels ausetans, i el pagus de Berga amb el dels bergistans o bargusis. En conseqüència, aquests territoris, forçosament, haurien d'haver tingut alguna entitat politicoadministrativa en temps dels romans i dels visigots, encara que no s'anomenessin comtat, ni haguessin estat governats per comtes en època dels reis de Toledo; en la monarquia visigoda, els comtes, situats en jerarquia per sota dels ducs, la màxima autoritat provincial, governaven només les ciutats, circumscrivint la seva autoritat exclusivament a l'àmbit urbà, sovint delimitat per muralles, deixant de banda el districte rural dependent de la ciutat. Així doncs, per organitzar els territoris guanyats al Pirineu, els francs no crearen cap entitat nova, sinó que es limitaren a seguir les establertes en la tradició ètnica i cultural del país.

## Independència dels francs
Els comtats, com a nuclis territorials i amb el suport de l'Església, es van anar independitzant (826-987). Guifré el Pelós guanyà el dret de possessió per al seu llinatge del rei de França. Fins aleshores, els comtes eren funcionaris carolingis nomenats per lliure disposició del rei. Lligant la possessió dels comtats al seu llinatge, va unificar els comtats d'Urgell, Cerdanya, Barcelona i Girona, progressivament més autònoms dels francs. Borrell II va oficialitzar la independència, en negar-se a jurar lleialtat al monarca que no havia ajudat els catalans davant un saqueig musulmà. La societat d'aquesta època era fortament rural. Cada nucli de població produïa el que necessitava, hi havia poc d'excedent i poc de comerç, tret de les ciutats. Barcelona va anar guanyant importància.

## Dominació romana d'Orient de les Illes Balears

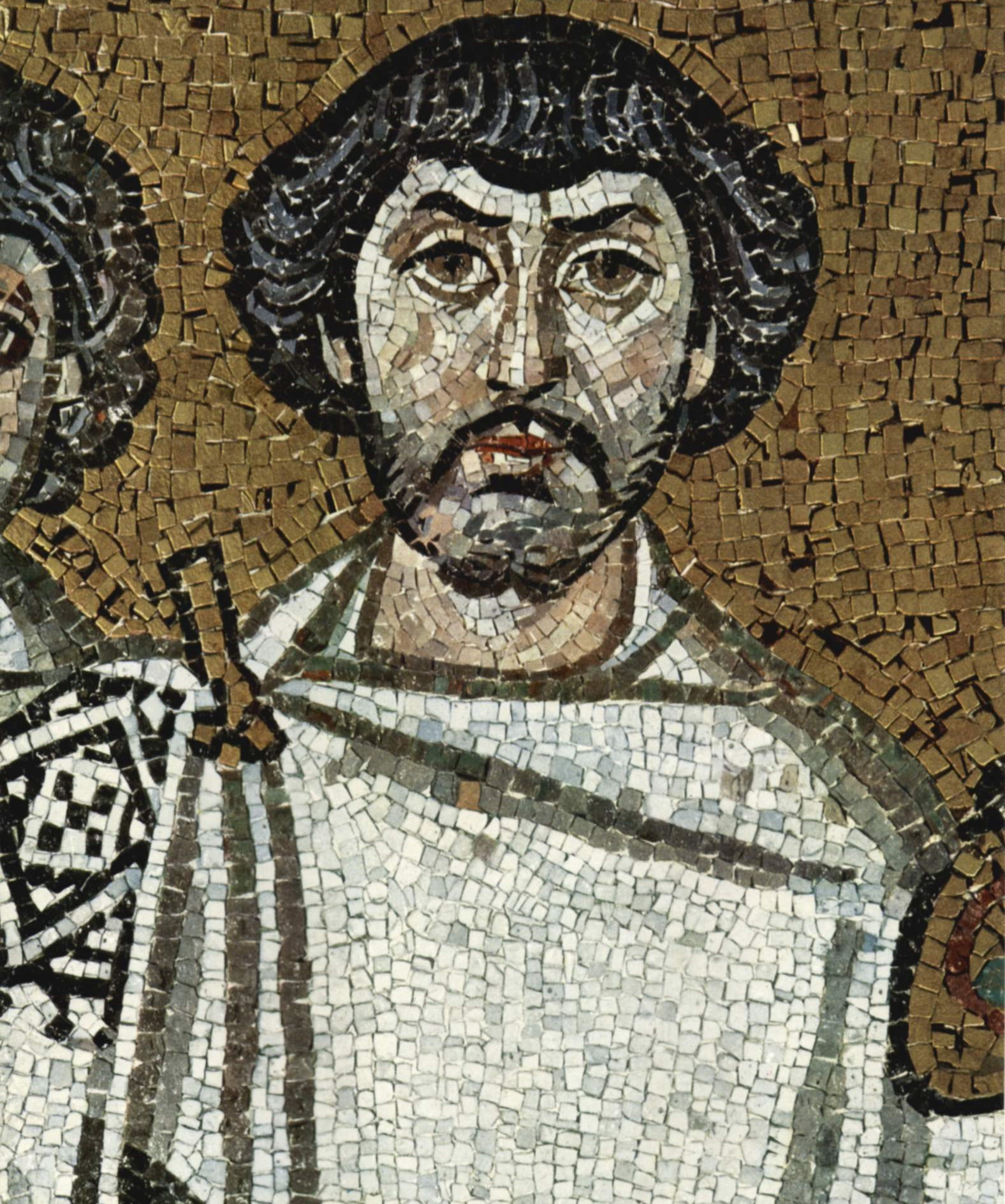
Belisari

La dominació romana d'Orient de les Illes Balears és un fosc període històric que s'inicia el 534, amb la conquesta romana d'Orient d'aquesta part del Regne Vàndal, i finalitza en una data incerta situada entre principis del segle viii i principis del X. La documentació sobre aquesta època és molt escassa, així com les restes arqueològiques conegudes, per la qual cosa abunden les suposicions historiogràfiques.
Enderrocat el rei vàndal Hilderic, aliat romà d'Orient, per l'usurpador Gelimer, l'emperador Justinià I va encarregar a Belisari (533) l'expedició de conquesta del Regne Vàndal, que a més de la regió de Numídia, a l'Àfrica nord-occidental, incloïa les illes de Sardenya, Còrsega i les Balears. Belisari encomanà un any més tard, al seu lloctinent Apol·linar, la conquesta de les Balears, on exercí el càrrec de governador. Els romans d'Orient mantingueren l'estructura territorial vàndala, i les Balears, extrem occidental de l'imperi, romangueren a la província de Sardenya, que al seu torn depenia de la prefectura d'Àfrica.

### Màxima expansió romana d'Orient

Màxima expansió romana d'Orient sota Justinià

Poc després de la conquesta romana d'Orient de les Illes Balears, l'imperi d'Orient conquerí Espània, extensos territoris del sud d'Hispània (552-620), iniciada a Cartago Nova (cosa que fa pensar que les Balears en foren el cap de pont). Així, les Balears passaren a ser un territori estratègic en les rutes marítimes imperials cap a l'occident de l'imperi, que en aquests anys ocupava un territori molt similar al de l'antic Imperi Romà (tret de la resta d'Hispània i Gàl·lia). Aquesta centralitat permet suposar que les Balears estaven ben integrades en el conjunt de l'imperi.
D'aquesta època, les escasses referències documentals conservades, es refereixen a qüestions religioses:
- L'exili del bisbe Víctor de Tunnuna a les Balears l'any 555 per l'enfrontament amb Justinià I per la qüestió dels tres capítols.[4]
- La carta de Licinià de Cartagena al bisbe Vicenci d'Eivissa, l'any 582, en què es posa de manifest la continuïtat dels bisbats insulars atestada en el Baix Imperi Romà i en l'època vàndala, la credulitat en qüestions sobrenaturals i la interrelació entre les comunitats cristiana i jueva.[5]
- L'any 603, el papa Gregori I envià el defensor Joan, a imposar disciplina als dissipats monjos de Cabrera.

### Pèrdua romana d'Orient de les possessions d'Hispània
En el segle vii, els romans d'Orient visqueren una etapa de decadència, molt debilitats en les lluites contra l'Imperi Sassànida, a Orient, i amb els longobards, a les seves possessions itàliques. Així, l'any 620 els romans d'Orient perderen, a mans dels visigots, les seves possessions hispàniques, i les Balears tornaren a ocupar una posició excèntrica en l'imperi. Poc de temps després, els àrabs emergeixen com una nova potència mediterrània, i entre els anys 633 i 645 els romans d'Orient perderen definitivament les seves possessions a Síria, Egipte i Cirenaica, i fins i tot sofriren el setge de Constantinoble (688). Se suposa que, en aquest context, el poder romà d'Orient s'anà afeblint a les Balears.

### La incerta dependència de l'Imperi Romà d'Orient
En aquest estat de debilitat imperial, l'Imperi Romà d'Orient mantenia les seves possessions de Sicília, Sardenya, alguns enclavaments al centre i sud de la península Itàlica, així com les possessions de Numídia, al nord d'Àfrica occidental, però aquestes darreres foren preses per Mussa ibn Nussayr, l'any 705, el qual, l'any 707, envia el seu fill Abd-Al·lah ibn Mussa ibn Nussayr a una expedició als territoris imperials insulars de Sicília, Sardenya i les Illes Balears, signant amb els seus governants un tractat de submissió o ahd; així mateix s'emportà, entre altres ostatges dels distints territoris atacats, els malik de Mallorca i Menorca, segurament governadors romans d'Orient, a Damasc, per ratificar-lo davant el califa omeia Al-Walid ibn Abd-al-Màlik. Aquest tractat no s'ha conservat, però devia ser semblant al tractat d'Oriola, signat pel germà d'Abd-Al·lah, Abd-al-Aziz, sis anys més tard.
Aquests tractats de submissió, reiterats l'any 848, semblen incompatibles amb el manteniment de la dependència de l'Imperi Romà d'Orient, enemic declarat dels musulmans, però aquesta és una qüestió sense resoldre definitivament.
També a finals del segle viii, l'any 799, davant els continus atacs musulmans a les Illes Balears, s'enviaren ambaixades a la cort de Carlemany per tal d'oferir-li la submissió de les Balears als carolingis a canvi d'ajut, la qual fou acceptada. No es documenta la continuïtat d'aquesta submissió, però no sembla que aquesta dependència es pogués mantenir una vegada iniciades les guerres civils franques (830-840), i en tot cas després de la renovació del tractat de submissió amb l'emir de Còrdova d'Abd al-Rahman II, l'any 848.
Tots aquests episodis, juntament amb l'expedició normanda de 859, i les pretensions del bisbat de Girona sobre Mallorca i Menorca formulades el 892 i 897 posen de manifest que, si encara existia una dependència de l'Imperi Romà d'Orient, aquesta era purament formal i els balears havien d'afrontar les grans dificultats del moment per si sols.
Finalment, les Balears foren annexionades l'any 903 al califat de Còrdova. En el relat de la conquesta que en fa l'historiador al-Zuhri (mort entre 1154-1161), s'afirma que els rum resistiren al castell d'Alaró per espai de vuit anys i cinc mesos. La paraula àrab rum és polisèmica, i tant pot referir-se, en un sentit restringit, als romans d'Orient com, en un sentit extens, als cristians; per això, s'ha defensat que els mallorquins d'aleshores encara eren percebuts, si més no, com a romans d'Orient.

## Atacs musulmans a les Illes Balears (seglesviiiiix)
Al llarg dels segles viii i ix, hi hagué diversos atacs musulmans a les Illes Balears, sense que arribassin a suposar l'ocupació efectiva del territori, si bé la documentació existent permet deduir que hi hagué relacions de submissió, segurament concretada amb tributs, i actes de resistència a aquesta dependència.

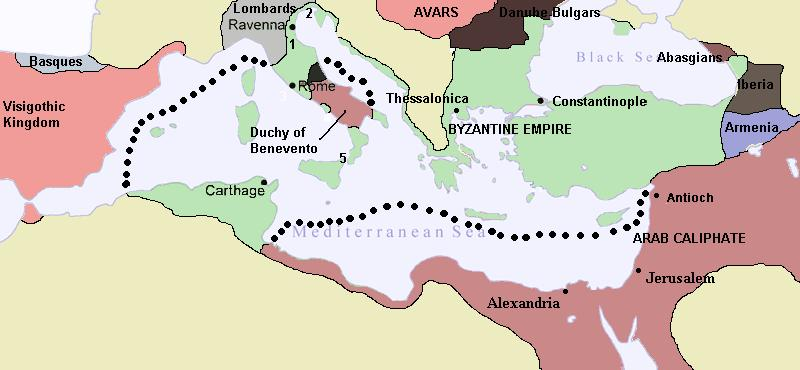
L'Imperi Romà d'Orient abans de l'any 705

Des de l'any 534, les Balears, integrades en l'Imperi Romà d'Orient, formen part de la província de Sardenya. L'any 705, Mussa ibn Nussayr conquereix definitivament els territoris del nord d'Àfrica occidental als romans d'Orient i l'any 707 envia el seu fill Abd-Al·lah ibn Mussa ibn Nussayr a una expedició als territoris imperials insulars de Sicília, Sardenya i les Illes Balears, signant amb els seus governants un tractat de submissió o ahd; així mateix, s'emportà els malik de Mallorca i Menorca (segurament governadors romans d'Orient) a Damasc, per ratificar-lo amb el califa omeia Al-Walid ibn Abd-al-Màlik.
Es desconeix la vigència d'aquest tractat, però establint paral·lelismes amb situacions semblants, cal suposar la desvinculació amb l'Imperi Romà d'Orient i la independència de fet dels insulars, condicionada al pagament de tributs.
En tot cas,la documentació franca de finals del segle viii informa de les freqüents ràtzies musulmanes sobre les Balears: l'any 798, els balears remeteren ambaixades a la cort de Carlemany, a qui oferiren la seva submissió a canvi d'ajut contra els musulmans que els havien assaltat l'any anterior, i l'obtingueren. També consta que l'any 813, la flota franca, sota comandament d'Ermenguer d'Empúries, feu servir les Balears com a base per a empaitar l'esquadra musulmana. Tot plegat fa pensar que entre finals del s. VIII i principis del IX la submissió no era efectiva.
L'any 848, l'emir de Còrdova Abd al-Rahman II sotmet els illencs per haver deixat de pagar els tributs a què estaven obligats, tal vegada derivats del primer tractat o d'un altre posterior signat amb els emirs independents de Còrdova. L'any següent, els balears li enviaren una ambaixada que obté el perdó i la restitució de l'antic estatus a canvi d'una multa.

## L'Imperi Carolingi a les Illes Balears
La influència de l'Imperi Carolingi a les Illes Balears es troba testimoniada en diversos textos i cronicons francs. Les notícies que ofereixen aquestes fonts són escasses i es presten a especulació sobre el grau de relació, o fins i tot de domini, de l'Imperi Carolingi i les Illes Balears.
Les referències més antigues provenen de l'obra d'Einhard, dignatari de la cort de Carlemany, amb qui mantingué una relació estreta i en feu la biografia, cap a l'any 830. Precisament en la biografia, fa una referència genèrica a les illes afirmant que: “Balearico mari miscetur” ('barrejà el mar Balear').
Però és en la seva altra obra, Annales Regni Francorum, escrita pels mateixos anys que l'anterior, en què es donen les informacions més detallades i que serà el model de les cites posteriors. Així, informa que l'any 798 les Balears foren atacades pels musulmans; així mateix aclareix que això era un fet habitual i que el nom de les illes eren Mallorca i Menorca. Per aquest motiu, a l'any següent els balears s'adreçaren a l'emperador per suplicar-li auxili i oferint-li la seva submissió. El monarca va atendre les súpliques i els defensà.
La mateixa crònica cita un altre episodi que només està vagament relacionat amb les Illes Balears: l'any 813, Ermenguer d'Empúries, apostat a les costes mallorquines, atacà la flota musulmana, procedent de Còrsega, i els prengué vuit naus i alliberà cinc-cents corsos captius.
En aquest context, les cròniques islàmiques documenten una expedició de la marina musulmana a les illes de Mallorca, Eivissa i Sardenya, l'any 815. Aquesta ràtzia fou reforçada per un comboi procedent de Tarragona i conjuntament assolaren els entorns de Marsella.
Dels anys 892 i 897 són dues butlles papals sobre la vinculació de Mallorca i Menorca al bisbat de Girona, de complexa interpretació i que algun historiador ha vinculat a la tradició carolíngia, mentre que d'altres han negat que es refereixin a les Illes Balears.

## Incursions normandes a les Illes Balears
Les incursions normandes a les Illes Balears es produïren al llarg del segle ix per la mobilització cap a la Mediterrània en cerca de fortuna. A la península Ibèrica arribaren primer per Galícia i, després d'atacar les costes orientals, arribaren a l'arxipèlag balear.
Segons l'historiador Mn. Pere Xamena Fiol, una esquadra de normands que atacaren les Balears, arribaren a despoblar-la per complet (859).
El 1018, un nombrós destacament de pirates normands operaven per la Mediterrània comandats per Roger de Tosny i atacaven els sarraïns de l'emirat de Dàniyya i les Balears.
L'any 1109, durant la croada noruega, es produí un atac normand, comandat per Sigurd I de Noruega, que atacà Formentera, Eivissa i Menorca, i obtingué grans botins.
El poble normand era d'ascendència escandinava, en la seva majoria, vikings danesos, que assolien les terres del centre i sud d'Europa. Amb el rei Carles III de França, anomenat El Simple, aconseguiran per als normands les terres de Normandia per establir-se. Canviaran de religió i pactaran aliances amb els principals regnes de l'Europa occidental.

## La islamització de les Illes Balears
A finals del segle viii, l'any 799, davant els continus atacs musulmans a les Illes Balears, s'enviaren ambaixades a la cort de Carlemany per tal d'oferir-li la submissió de les Balears als carolingis a canvi d'ajut, la qual fou acceptada. No es documenta la continuïtat d'aquesta submissió, però no sembla que aquesta dependència es pogués mantenir una vegada iniciades les guerres civils franques (830-840), i en tot cas després de la renovació del tractat de submissió amb l'emir de Còrdova d'Abd al-Rahman II, l'any 848. Tots aquests episodis, juntament amb l'expedició normanda de 859, posen de manifest que els balears havien d'afrontar aquestes dificultats per si sols i que, si encara existia una dependència de l'Imperi Romà d'Orient, aquesta era purament formal fins a la invasió dels àrabs.
El 902, les illes s'incorporaren de manera definitiva a la dinastia musulmana dels Omeies. Va seguir una etapa de gran creixement, que va tenir a Medina Mayurka, la Palma actual, un lloc d'irradiació cultural. La caiguda i desmembrament del califat de Còrdova deixa les Balears dins la taifa de Dénia. El 1076, la taifa de Saragossa conquereix la de Dénia i les Illes s'independitzen i formen una taifa pròpia, que viuria d'una excel·lent explotació agrícola i la pirateria, amb unes eficaces ràtzies que colpejaven les costes veïnes des d'Itàlia fins a Catalunya passant per la costa mediterrània francesa. El 1113, la taifa mallorquina és conquerida en la croada pisanocatalana que tenia per objectiu posar fi a la pirateria i, probablement, pretenia ser també una expedició de càstig. Les fonts islàmiques diuen que Medina Majurca va ser arrasada i sembla que l'arqueologia apunta que és cert. Aquesta expedició va arribar a Mallorca i a Eivissa, però no hi hauria en cap cas un domini efectiu de les illes. El 1116, els almoràvits desembarquen a Mallorca i les Balears entren al domini del seu imperi, junt amb la resta d'al-Àndalus. Posteriorment, el domini almoràvit decau i es forma una segona taifa mallorquina, que aconsegueix un gran esplendor amb la dinastia dels Banu Ghaniya. Aquesta dinastia almoràvit es va enfrontar als almohades, i fou l'últim regne de taifes conquerit per aquests. Es va continuar dedicant a la pirateria, però també la va dirigir cap al nord d'Àfrica, on va arribar a posar en problemes els almohades, que continuaven enfrontats als almoràvits. El 1203, els almohades conquereixen la taifa de Mallorca, que segueix sota el seu domini fins a la seva incorporació a la corona d'Aragó després de la conquesta catalana.

### Conquesta islàmica de Mallorca
La conquesta de Mallorca per part de les tropes musulmanes es va produir l'any 290 de l'hègira (902/903 de l'era cristiana). La conquesta de Mallorca va enfrontar les tropes d'Issam al-Khawlaní amb la resistència del rum de les Illes Balears, que durant vuit anys i cinc mesos foren assetjats pels musulmans al castell d'Alaró.
L'emir Abd-Al·lah ibn Muhàmmad li reconegué la conquesta i el nomenà valí de l'illa, càrrec que exercí des del 904 fins al 912.
| «          | En aquesta illa [Mayurqa], es troba una gran fortalesa construïda en un lloc amb el nom d'Hisn Alarum, alt i erm, sense igual en el món habitat; és coneguda amb el nom d'Hisn Alarum. Conten els mallorquins que quan l'illa fou conquistada a l'època de Muhammad, fill del quint amir Ummaya a al-Àndalus, els rum es feren forts en aquesta fortalesa durant vuit anys i cinc mesos després de la conquesta, sense que ningú pogués fer res contra ells; només la falta de queviures els obligà a sortir. Aquesta fortalesa s'aixeca sobre el cim d'un puig de pedra dura, on hi ha una font abundant. | » |
| — Al-Zuhri | |   |

La historiografia debat sobre qui eren els rum que oferiren resistència, per la polisèmia d'aquesta paraula; per una banda podria referir-se, en un sentit restringit, als romans d'Orient o, en un sentit extens, als cristians, puix el 897 una butlla papal fa dependre les illes del bisbat de Girona, mostrant la gran feblesa de les estructures de poder, que han anat quedant molt afeblides amb els successius atacs musulmans.
La dominació musulmana a Mallorca (902-1229) començà quan un poderós súbdit de l'emir de Còrdova, Issam al-Khawlani, viatjà de camí a la Meca en peregrinació amb més vaixells. Davant una gran tempesta, l'emir i el seu seguici es refugiaren a Mallorca. Descobrí una illa que no coneixia i en tornar de la seva peregrinació va intentar indagar més sobre aquesta, i n'informà el seu senyor, l'emir Abd-Allah, de les condicions defensives i l'incità a conquerir-la.
Issam al-Khawlaní informà el seu senyor que Mallorca pertanyia a un arxipèlag d'illes que els vells romans anomenaven Baleària. Aviat l'emir envià moltes naus cap a l'arxipèlag, principalment a la més gran, per aconseguir-ne la conquesta. Malgrat l'oposició, els natius aguantaren 8 anys i cinc mesos. Un cop reintegrat dins l'emirat de Còrdova, l'arribada de sarraïns fou constant. Issam al-Khawlaní fou designat senyor de Mallorca.

## Època musulmana al País Valencià
Després de la conquesta musulmana de l'any 711, i seguint la tònica anterior, la primera etapa de domini musulmà constitueix un període fosc per al País Valencià. Cal dir que aquesta etapa musulmana, malgrat la seua transcendència, no està suficientment estudiada. L'entrada dels àrabs començà pel sud, propiciada pel pacte d'Abd-al-Aziz ibn Mussa amb Teodomir, una espècie de delegat del govern del rei visigot de Toledo que canviava terra per privilegis. D'aqueixa manera, no hi hagué invasió com a tal, simplement els àrabs s'hi instal·laren i no hi va haver majors problemes. Més enllà dels fets polítics, la qüestió verdaderament transcendent és l'entrada de la regió dins l'òrbita de l'islam, que en un temps relativament curt va canviar la llengua, la religió i els costums dels seus habitants.
Però el veritable auge cultural de la regió va començar després de la caiguda del califat de Còrdova, el 1010, que va donar inici a l'aparició de tota una sèrie de regnes autònoms o taifes. Aquests xicotets regnes deixaren de banda els esforços militars que el califat de Còrdova estava duent a terme, i per tal de no ser atacats pels comtats cristians del nord, els pagaven uns alts tributs monetaris anomenats paries. D'aquesta manera, les taifes van dedicar els seus esforços al floriment intel·lectual. Al Regne de València van aparéixer dues taifes, la de Dénia i la de València:
- Dénia:

Creada el 1010 per l'amirí i eslau (esclau lliure, d'origen europeu) Muyahid que, annexionant-se les Balears, convertirà el regne en un important centre marítim i comercial, fins i tot encunyava la seua pròpia moneda fins a la invasió almohade. La taifa va perdre la seua independència el 1076, en ser destronat Alí Ibn Muyahid pels Banu Hud de Saragossa, dels quals va dependre fins a la invasió almoràvit (1091).
- València:

Dos eslaus, Mubarak i Muzzafar, van governar la taifa fins llur mort. Aleshores, es va proclamar rei el net d'Almansor, el qual va instaurar la dinastia amirí (1065-1075). El 1075-1086, al-Qadir de Toledo, amb l'ajuda castellana, va recuperar la ciutat de València (i, per tant, la taifa) i la va governar fins al seu assassinat el 1092.
Al 1094, el Cid, lluitador mercenari castellà, entra a la ciutat de València i duu a terme un dur assetjament. Així, la taifa de València va estar durant un temps sota domini castellà, on s'imposaren abusius impostos als musulmans valencians.
Vegeu la llista de reis de la taifa de València, per a més informació sobre aquesta taifa.
Finalment, els almoràvits conqueriren la taifa de Dénia (1091) i la de València (1102-1103) i hi van restaurar el culte musulmà i un governador al capdavant. La decadència del poder almoràvit i l'ascens d'una nova dinastia nord-africana, els almohades, que van controlar la península a partir del 1145, van ser coincidents. No obstant això, la seua entrada a València va ser frenada per Ibn Mardanis, el rei Llop, monarca de València i Múrcia, però finalment la ciutat va caure en mans dels nord-africans el 1171.
No queden moltes restes arquitectòniques de l'època, ja que els cristians hi construïen sistemàticament a sobre, però abunden les peces d'orfebreria, ceràmica, etc. El que sí que roman és la influència de la seua cultura i la seua llengua que van fer del Regne de València un dels indrets més cultes del món en aquell moment.

## La corona d'Aragó

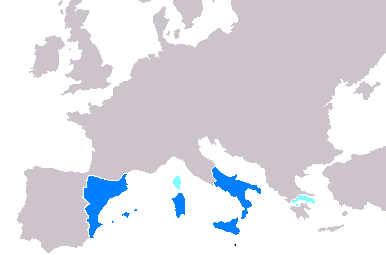
Màxima extensió de la corona d'Aragó

La corona d'Aragó (en aragonès: corona d'Aragón, en llatí: Corona Aragonum; coneguda també per altres denominacions) fou el conjunt de territoris que estigueren sota la jurisdicció del rei d'Aragó des del 1162 fins al 1715. Aquest conjunt territorial estigué format inicialment pel Regne d'Aragó i el comtat de Barcelona, i malgrat que al llarg dels segles s'hi incorporaren altres territoris, el conjunt patrimonial d'Aragó i Barcelona restà sempre unit. El seu naixement és fruit de la unió dinàstica sorgida pel matrimoni entre el comte de Barcelona Ramon Berenguer IV i la reina Peronella d'Aragó el 1137, que donaren en herència els seus territoris i títols al seu fill i successor comú, Alfons el Cast, primer rei d'Aragó i comte de Barcelona (1162-1164). L'estructuració política del conjunt territorial transcendí la unió dinàstica inicial i s'organitzà com una federació d'estats medievals (1319), respectant les singularitats de cada territori i desenvolupant-hi una estructura política equivalent i similar entre si: corts, Generalitats i constitucions, coordinant la política exterior conjunta i convergint la diversitat dels estats en la figura unitària dels sobirans del casal d'Aragó, del llinatge dels comtes de Barcelona, la corona i el títol principal dels quals era ser reis d'Aragó. La mort sense hereu de Martí l'Humà (1410) suposà l'extinció del llinatge dels comtes de Barcelona i l'adveniment de la dinastia Trastàmara a la casa reial d'Aragó.

## Antecedents i formació dels Països Catalans

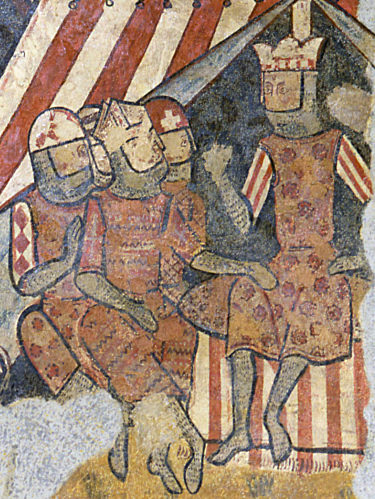
El rei Jaume I d'Aragó amb el bisbe de Barcelona Berenguer de Palou i els magnats Bernat de Centelles i Gilabert de Cruïlles durant la conquesta de Mallorca (1229) (frescos del palau Aguilar de Barcelona. MNAC)

El punt de partida de la història dels Països Catalans, es pot considerar que arrenca durant la corona d'Aragó amb la creació del Regne de València amb els Furs de València, a partir del 1238 o 1239. S'ha de tenir en compte que el terme concret Països Catalans no apareix documentat fins al 1876 en una obra del valencià Benvingut Oliver i Esteller.
Els monarques catalanoaragonesos (especialment Jaume I) van conquerir als sarraïns gran part dels territoris que avui dia s'anomenen països catalans, expandint el català com a idioma de cultura. A més, una potent flota naval va expandir el comerç català medieval per la Mediterrània, fins al punt que la llegenda diu que "ni un peix gosava nedar sense les quatre barres". L'administració del govern dels territoris catalans es feia a través de les Corts Generals (1214), de la Generalitat de Catalunya (1359) i de les administracions locals, entre les quals destaca el Consell de Cent de Barcelona.
Els segles xiii i xiv són el període de la gran expansió territorial i marítima per la conquesta i la colonització de noves terres, a la península i a la Mediterrània, i per la cristal·lització d'una nova societat i institucions polítiques.
Sota direcció dels reis del casal d'Aragó Jaume el Conqueridor (1213-1276), Pere el Gran (1276-1285) i Alfons el Franc (1285-1291), els estaments catalans van emprendre la conquesta i el poblament de les Illes Balears i el País Valencià, amb el concurs, en aquest cas, dels aragonesos.
En aquesta etapa de plenitud, les tensions socials i polítiques van ser amortides pels guanys de la prosperitat que, malgrat tot, es van repartir de manera desigual. Els estaments i els monarques, reunits a les corts catalanes, van dissenyar la política i van trobar els recursos per a dur-la a la pràctica, la moneda va circular abundantment, la producció agrícola i industrial va assolir uns nivells alts i el comerç mediterrani va fer de motor econòmic del conjunt. Les institucions polítiques es perfeccionen, els mètodes mercantils milloren i es creen noves espècies monetàries per fer front a un intercanvi de més abast. També l'art i la cultura escrita assoleixen unes fites de perfecció fins aleshores desconegudes.
Aquesta etapa va estar caracteritzada arreu per una sèrie de factors econòmics encadenats: creixement de la població, creixement de la superfície cultivada i del volum de producció, increment global del volum d'ingressos senyorials (sostracció), tendència a la baixa de l'aportació de cada família pagesa a aquests ingressos (tendència a la baixa de la taxa de sostracció), explicable pel creixement ininterromput.

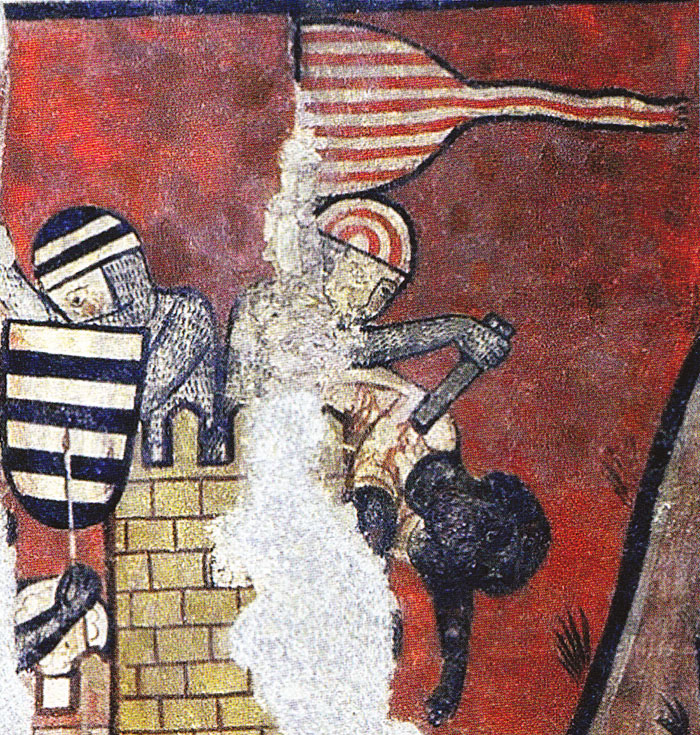
Assalt final sobre Madina Mayurqa el 31 de desembre de 1229. L'efemèride es commemora anualment a Mallorca durant la Festa de l'Estendard. Després de la conquesta, la població sarraïna fou esclavitzada i Mallorca esdevingué l'empori de tràfic d'esclaus més importat de la Mediterrània occidental (frescos del palau Aguilar de Barcelona. MNAC)

### Conquesta de Mallorca
Un grup de prohoms catalans presidits per Jaume I es van reunir a casa del mercader Pere Martell, a Tarragona, per preparar la conquesta de Mallorca (1228). L'any següent, el 5 de setembre de 1229, l'estol català surt de Salou, Cambrils i Tarragona, i conquereix Mallorca a Abū al-`lā Idrīs al-Mā'mūn ben al-Manṣūr: desembarca a Santa Ponça i venç els moros en la batalla de Portopí. Presa Madina Mayurqa el 31 de desembre 1229, comença la repoblació amb pagesos de l'Empordà (1236).

### Conquesta del Regne de València
La conquesta de València va començar el 1232. El 1238, tropes catalanes i aragoneses entren a la ciutat de València, que depenia del califa de Bagdad al-Mustansir Billah. El Regne de València va ser repoblat per catalans i aragonesos: els primers van ocupar preferentment les comarques del litoral, que ara són de parla catalana, i els segons van ocupar preferentment les comarques interiors.

### Incorporació de Sicília
La incorporació de Sicília als dominis del casal de Barcelona no va ser tant el fruit d'una conquesta com d'un maridatge, i no va ser tant un projecte dels estaments com de reivindicació d'interessos dinàstics: el fill de Jaume I, Pere el Gran, es va casar quan encara era infant (1262) amb Constança Hohenstaufen, princesa siciliana pertanyent a la família imperial d'Alemanya que regnava a Sicília. El matrimoni formava part de les aliances entre els sobirans de la Mediterrània per a ajudar-se mútuament contra els seus enemics i fer més sòlida la seva posició política.
Sicilians i catalans tenien interessos comuns al Mediterrani occidental i al nord d'Àfrica, però es veien amenaçats per l'hegemonia francesa, sobretot després que la derrota de la coalició catalanooccitana a Muret (1213) i el matrimoni dels fills de Lluís VIII de França, Lluís IX i Carles I d'Anjou, amb Margarida i Beatriu de Provença, respectivament, va posar tot Occitània, inclosos els estratègics ports provençals, a mans franceses. Començava la Guerra de Sicília (1282-1289).

### Articulació social i política del pactisme
La pràctica del pactisme polític procedeix dels segles xi i xii, quan els llinatges feudals de barons i cavallers van crear les anomenades institucions feudovassallàtiques, que consistien en formes específiques internes d'aliança, en serveis mutus i en la redistribució de l'excedent amb l'objectiu de mantenir l'hegemonia social. Aquestes aliances, que es teixien ensems verticalment (entre senyors i vassalls) i horitzontalment (de poder a poder), van culminar en el pacte dels més poderosos amb el príncep (el rei d'Aragó i comte de Barcelona). L'objectiu era articular el poder de l'aristocràcia amb l'estat per servir-se'n, és a dir, per fer de l'estat el màxim garant de l'ordre feudal.
El príncep, que surt reforçat d'aquesta articulació, és el primer dels senyors feudals i dona feus a canvi de serveis; manté els vassalls en el seu rang; fa d'àrbitre en els conflictes entre poderosos, etc. També, per influència de l'Església i per vocació pròpia, reivindica el control de l'ordre públic i la fi de les guerres privades.

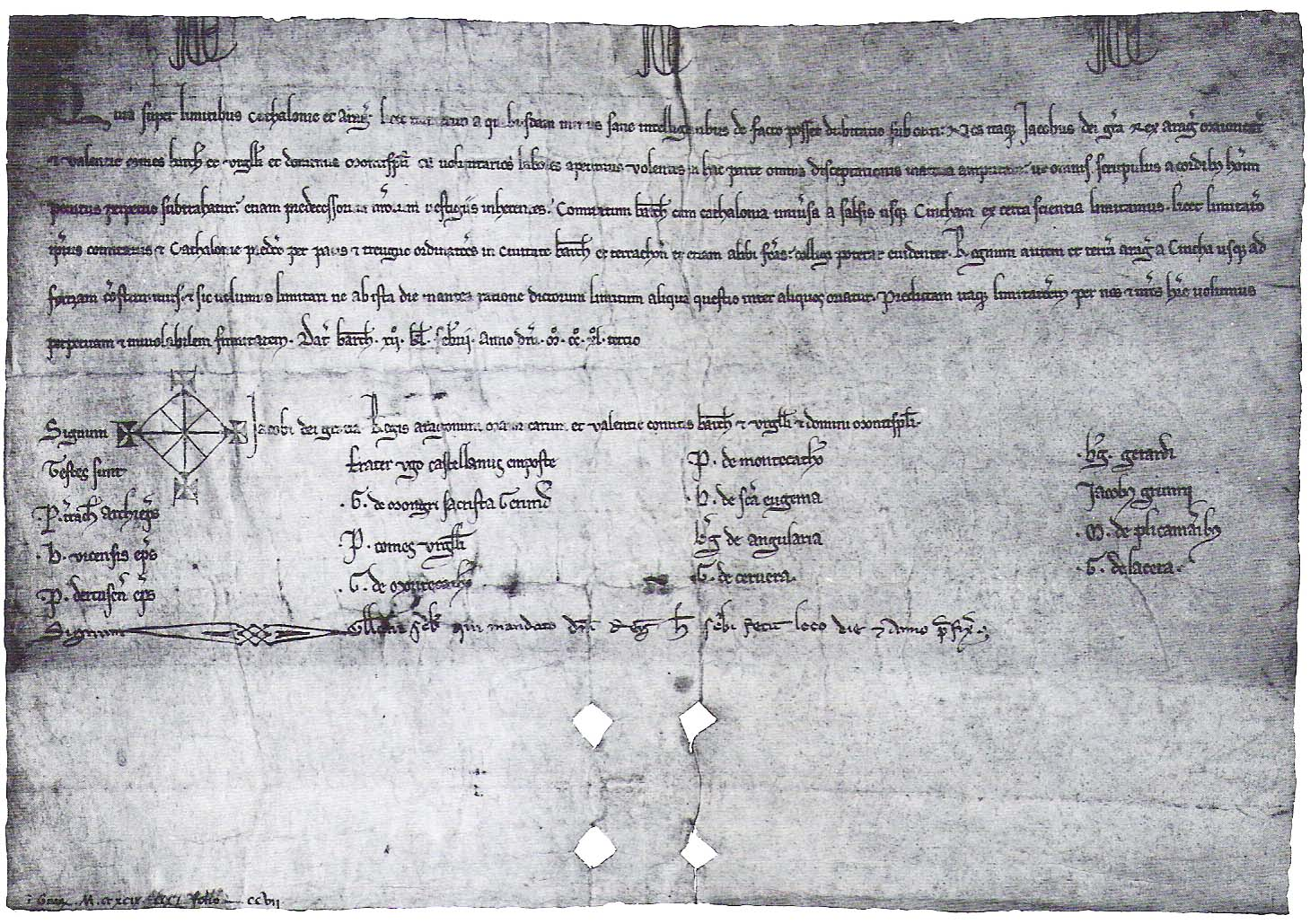
En les assemblees de pau i treva de Déu de 1214, 1218 i 1225 s'ampliaren els límits de Catalunya definint-los «des de Salses fins al Cinca». Amb motiu de les resolucions testamentàries de Jaume I d'Aragó, el 1243 i el 1244 el rei ratificà novament els límits entre Catalunya i el regne i terra d'Aragó, quedant aquest «des del Cinca fins a Ariza»: «Quia super limitibus Cathalonie et Aragonum (…) predecessorum nostrorum vestigiis inherentes comitatum Barchinone cum Cathalonia universa a Salsis usque Cincham ex certa scientia limitamus (…) Regnum autem terram Aragonum a Cincha usque ad Ferizam consituimus» (ACA, Canc. Perg. Jaume I, n. 935 d.)

En una primera fase, l'articulació del poder dels llinatges feudals amb l'estat es fa pel pacte personal i directe entre el príncep i cadascun dels magnats, sobre la base de la idea del privilegi, és a dir, la posició politicojurídica de les grans famílies que el príncep es compromet a respectar i fer respectar. A canvi de mantenir els privilegis i el poder dels magnats (càrrecs, feus i honors), i d'incrementar-los si cal, el príncep es converteix en el senyor dels senyors feudals, dels quals rep serveis i consell. En aquest sentit, la sobirania feudal és una sobirania limitada: el príncep no pot intervenir en els afers domèstics dels seus magnats ni a la inversa, i cadascú ha de viure de les rendes de les seves senyories. El príncep no pot intervenir, per exemple, en les pugnes entre nobles i pagesos. El pacte feudal, establert personalment i directa entre el príncep i cadascun dels magnats, s'havia de renovar de manera col·lectiva en assemblees presidides pels comtes, sobretot quan es produïen canvis de titular en el comtat i els vassalls demanaven al nou senyor la ratificació dels privilegis, feus i honors de què fruïen. Aviat el lligam polític entre els comtes reis i la noblesa, que deriva del pacte feudal, es va fer extensiu a l'Església per mitjà de les assemblees de pau i treva de Déu, sobretot durant el segle xii, quan els comtes les començaren a presidir.
Finalment, la dinàmica de creixement del sistema feudal va permetre als homes de negocis (el patriciat) aflorar al món de la política durant el segle xiii i un nou equilibri a tres bandes (noblesa, Església, burgesia), que va reforçar el paper arbitral del príncep. No és estrany que la noblesa, havent perdut el monopoli del poder i veient-se amenaçada en els seus privilegis, se sentís inquieta i es revoltés en temps de Jaume I i Pere el Gran. L'estabilitat s'aconseguí finalment amb la cristal·lització de les institucions polítiques de govern. El rei, en ser investit amb la potestat règia, es comprometia a respectar les lleis i els costums de la terra, i el poble a guardar-li fidelitat. Com a autoritat superior, tenia poder militar, legislatiu i judicial; li corresponia, a més, el govern del regne, el manteniment de la pau pública, el nomenament i la deposició dels oficials públics i l'administració de la hisenda reial. Els monarques podien delegar temporalment l'exercici de la potestat règia durant les seves absències, i, de manera permanent, tenien representants en els regnes o estats de la corona. Eren els procuradors generals i lloctinents o virreis.

## La colonització cristiana i formació del Regne de València

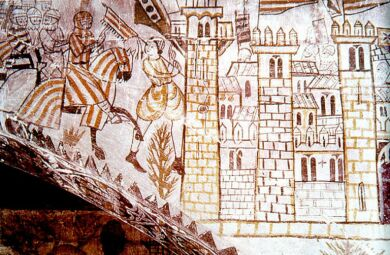
Pintura del castell d'Alcanyís que representa l'entrada de Jaume I a València el 9 d'octubre de 1238

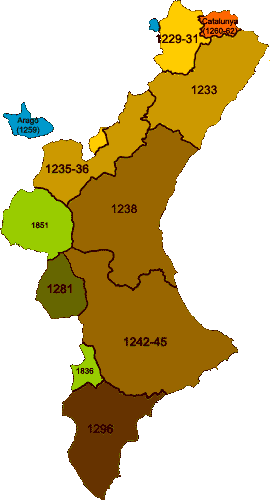
Mapa cronològic de la formació del País Valencià

### La colonització
En les corts de Tortosa de 1225, la noblesa proclamà la necessitat d'emprendre la conquesta i colonització de noves terres cap al sud, amb l'objectiu d'incrementar-se'n patrimoni i rendes, a costa d'un al-Àndalus fragmentat políticament i feble militarment. Aquesta colonització no hi començà amb bon peu, pel fracàs del setge sobre Peníscola, en no comptar amb la presència militar aragonesa, i de la convocatòria d'una expedició des de Terol, l'any 1226. Tot i això, el rei d'Aragó i Abu Zayd signaren un conveni de pau pel qual aquest últim li lliurava el tribut d'una cinquena part de les seues rendes de València i Múrcia. En l'any 1227, la intermediació papal per l'arquebisbe de Tortosa aconseguí la pau entre la monarquia i la noblesa, cosa que facilità les grans empreses conquistadores de Jaume I.
En aquells dies, es va produir el desmembrament del Xarq al-Àndalus en regnes taifes i l'any 1228 Ibn Hud es va proclamar emir dels musulmans a Múrcia, i fou reconegut pels sarraïns d'Alzira, Xàtiva i Dénia, territoris que va perdre Abu Zayd, el domini dels quals arribava fins al Xúquer. La revolta de Zayyan d'Onda va dur a la guerra civil entre tots dos. Zayyan va ocupar València mentre que Zayd es va refugiar a Sogorb i demanà ajuda a la corona d'Aragó. Havent lliurat prèviament Begís, el 20 d'abril de 1229 signà a Calataiud un acord pel qual es declarà vassall del rei d'Aragó, li va oferir la quarta part de les rendes del territori perdut i la donació de Peníscola, Morella, Alpont, Culla i Sogorb, a canvi d'ajuda militar i el lliurament dels castells d'Ademús i Castellfabib.

#### La conquesta
Una vegada ocupada Mallorca en l'any 1230 i allunyat el perill musulmà del Mediterrani, l'any 1233 es planificà la campanya a Alcanyís, desenvolupada en tres etapes:
- La primera dirigida a les terres del litoral nord, amb la presa de Borriana l'any 1233 i altres enclavaments, com ara Peníscola.
- La segona abasta la zona central amb la conquesta de València (1238) i les terres planes fins al Xúquer; per fer-ho, les corts generals de Montsó de 1236 van concedir l'ajuda necessària i el papa Gregori IX va donar a l'empresa el caràcter de croada. El Puig es va prendre a l'agost de 1237, amb el fracàs d'una esquadra enviada pel rei de Tunis en auxili de València. Les capitulacions es van signar el 28 de setembre i el rei entrà en la ciutat el 9 d'octubre.
- La tercera fase abasta des de 1243 fins a 1245 i arriba fins als límits estipulats per a la conquesta entre Aragó i Castella en el tractat d'Almizra l'any 1244, signat entre Jaume I i l'infant Alfons de Castella per delimitar les àrees de conquesta de les corones de Castella i Aragó. Les terres al sud de la línia Biar-Busot-La Vila Joiosa quedaren reservades per a Castella. Posteriorment, els territoris del Regne de Múrcia situats al nord de la riba del Segura són incorporats al Regne de València per Jaume II després de la sentència arbitral de Torrelles (1304) i Elx (1305).

#### La creació del regne
La noblesa aragonesa considerava les terres conquerides a València com una prolongació dels seus senyorius. Jaume I, però, tenia un estil polític extratemporani que en l'actualitat es podria anomenar com a federalisme, tal com que es demostrà l'establiment de la Cancelleria de Barcelona, i unes corts privatives per a cada regne, cosa que permeté la creació d'una consciència diferenciadora de cada territori durant el seu regnat. Així, convertí València en un regne propi (1239), formant una entitat política, jurídica, i econòmica pròpia expressada en els Furs de València, les Corts Valencianes, moneda pròpia, i unida dinàsticament a la corona d'Aragó, fet que va provocar l'airada reacció de la noblesa aragonesa. Per tal de contrarestar la noblesa insubordinada, el rei va afavorir decididament els municipis i la burgesia, i posteriorment atorgà a la ciutat de València una ordenació política i administrativa: el costum, de caràcter municipal, que va ser revisat l'any 1251. Els Foris et consuetudines Valentiae van ser confirmats pel rei l'any 1271 i es van estendre per tot el regne malgrat l'oposició de la noblesa aragonesa, desitjosa de mantenir la seua legislació, cosa que va generar una pugna foral no resolta fins al 1329 amb el triomf dels furs valencians.

#### El repoblament
El regne va ser repoblat per catalans i aragonesos, encara que durant molt de temps la població musulmana va continuar sent majoritària fins al segle xvi, quan encara era un terç de la població. La falta de respecte pels cristians envers els pactes i les capitulacions signats amb els mudèjars en la presa de València, en què hi havia el compromís de protegir les riqueses dels musulmans, les seues creences, la seua llengua, la seua legislació islàmica, entre d'altres, dugueren a constants tensions socials. En l'any 1251, per a aplacar les tensions, Jaume I ocupà la ciutat de Xàtiva i promulgà un edicte el 22 de setembre amb condicions de rendicions suaus per als musulmans, equivalents a les signades a València. Per contra, el papa Climent IV pressionava infructuosament Jaume I perquè esborrara tota presència islàmica al seu regne, coneixedor de les seues profundes conviccions religioses. Això era a causa que els musulmans eren una important capa social treballadora difícil de substituir.

### Les revoltes d'al-Azraq
Els nobles terratinents necessitaven els treballadors mudèjars per al seu enriquiment fins al punt que reberen un tractament gairebé d'esclaus. Davant aquest maltractament i incompliment dels acords, els mudèjars van iniciar una sèrie de revoltes que posaren en perill el Regne de València, totes comandades pel cabdill Mohammad Abu Abdallah Ben Hudzäil al Sähuir, conegut amb el malnom d'al-Azraq ('el d'ulls blaus'). Molts autors han trobat en la rememoració de les revoltes d'Al-Azraq l'origen de les festes de Moros i Cristians.

#### La primera revolta
Quan al-Azraq es rebel·là l'any 1244, ja controlava els castells d'Alhambra, Pego, i d'Alcalà, amb nombrosos castells menors. A continuació, va anar prenent els castells de Xàtiva, Dénia, i Alacant i, amb l'ajuda del soldanat del Regne de Granada i del suport interessat del rei Alfons X de Castella, s'independitzà la regió de la riba sud del Xúquer del Regne de València.
Mentrestant, Jaume I demanà ajuda econòmica al papa Climent IV a canvi de cedir a les seues pressions i de l'exempció de delme, signà l'expulsió dels musulmans de tot el territori de la corona d'Aragó en un decret amb les corts a València. Açò comportà que una part important dels musulmans expulsats s'afegiren als rebels, fent-se encara més forts, i abocà el regne a una situació de guerra generalitzada. Per altra banda, uns cent mil musulmans que acceptaren l'exili, provinents fonamentalment de la ciutat de València, foren agrupats i conduïts cap a la frontera de Múrcia, escortats amb protecció militar.

#### La segona revolta
En la segona revolta mudèjar (1248-1258), Al-Azraq fa més d'un maldecap al vell Jaume I, ja que estigué a punt de matar-lo en una emboscada, però, al final, la traïció del seu propi conseller acaba per derrotar-lo, i per l'antiga amistat Jaume I no va empresonar-lo, i fou obligat a exiliar-se, deixant els seus dominis, ja molt reduïts, en mans d'un germà i un oncle, sotmesos a contínues pressions dels nous senyors feudals catalans i aragonesos.
El 1258, Jaume I rebutjà una treva oferta d'al-Azraq pel rei Alfons X el Savi, i recuperà gairebé sense resistència els castells de Planes, Pego, i Castell de Castells. Als pocs dies, al-Azraq es va rendir, lliurant Alcalà, Gallinera, i la resta de les fortificacions, i fou expulsat del regne. Jaume I no complí les condicions de l'ajuda del papa Climent VI d'exterminar els musulmans, com ho feia Castella, per por de debilitar el regne econòmicament, i preferí iniciar una sèrie d'accions legals amb l'objectiu de forçar els mudèjars a convertir-se al cristianisme, com a condició per a poder mantenir els seus drets i possessions.

#### La tercera revolta
Açò comportà que, lluny d'aplacar la revolta, es revifara de nou, i en l'any 1276 tingué lloc la tercera revolta dels mudèjars, amb un exèrcit comandant per al-Azraq des de l'exterior camí cap Alcoi. Jaume I combinà diplomàcia i guerra per sufocar la revolució, fet que provocà disputes internes entre els musulmans, i recuperant terreny.
La tercera revolta mudèjar fou la que afectà més directament Alcoi, en els dominis antics d'Al-Azraq (Alcalà, Bensili, Pego, Benigànim, o Benissulema). Aquesta vegada, Alcoi fou defensada per quaranta cavallers que arribaren des de Xàtiva, i derrotaren a mort Al-Azraq en una maniobra de distracció. No obstant això, una vegada que l'exèrcit mudèjar inicià la fugida, alguns cavallers de Xàtiva, improvisadament, volgueren perseguir-los, i caigueren en una emboscada militar a mà de rebels encapçalats pel fill d'Al-Azraq, els quals es trobaven amagats per a un contraatac. Alcoi, per tant, quedà desprotegida, i el fill d'Al-Azraq aconseguí prendre-la, així com Xàtiva.
La revolta s'estengué per tot el territori i posà seriosament en perill el Regne de València, amb el fill d'al-Azraq com a nou cap: mil peons moros atacaren Llíria, els mudèjars de Beniopa es revolten, i l'exèrcit musulmà destruí Llutxent i avançava regne endins per la vall d'Albaida. Mentrestant, Jaume I caigué malalt i morí el 27 de juliol de 1276, i heretà el tron valencià el seu fill Pere I el Gran. El nou rei recuperà fortificacions i arribà a un acord de treva de tres mesos. Després va sotmetre diversos castells i hagué de rendir per força el de Montesa. La revolta finalitzà l'octubre del 1277, abans que els granadins i els nord-africans pogueren socórrer els mudèjars. Pere I ordenà desarmar-los sense que foren castigats, i l'any 1283 decretà una llei permetent-los la llibertat de desplaçament i de residència en tot el regne, així com la llibertat de comerç.
D'aquesta manera, continuà desobeint les condicions del papa de Roma heretades pel seu pare, i en el futur no va haver-hi més revoltes. No contrastant, se'ls prohibia ocupar càrrecs als jutjats, seguretat, i finances. Tanmateix, se'ls obligà sota jurament no realitzar interessos hipotecaris per damunt del 20% anual sota amenaça de multa, i només s'acceptava el testimoni d'un musulmà en casos específics.

## Època d'esplendor del Regne de València
El regne va passar per greus compromisos a mitjan segle xiv. D'una banda, la pesta negra de 1348 i les successives epidèmies d'anys següents, que van delmar la població. Així mateix, la Guerra de la Unió, una revolta ciutadana, encapçalada per València com a capital del regne, contra els excessos de la monarquia. I per si no n'hi haguera prou, la Guerra contra Castella (1363 - 1364). A més, la convivència entre les tres comunitats, cristians, jueus i musulmans, va ser conflictiva al llarg de tot el segle.
Malgrat això, al segle xv la ciutat de València visqué una etapa de gran desenvolupament econòmic, i esplendor cultural i artística. En aquesta època, València era considerada com la ciutat més important de la confederació de la corona d'Aragó, i havia esdevingut un dels centres comercials més importants de la Mediterrània, des d'on s'explotava gran part del comerç dels territoris conquerits per la corona durant els passats segles.

### L'esplendor comercial

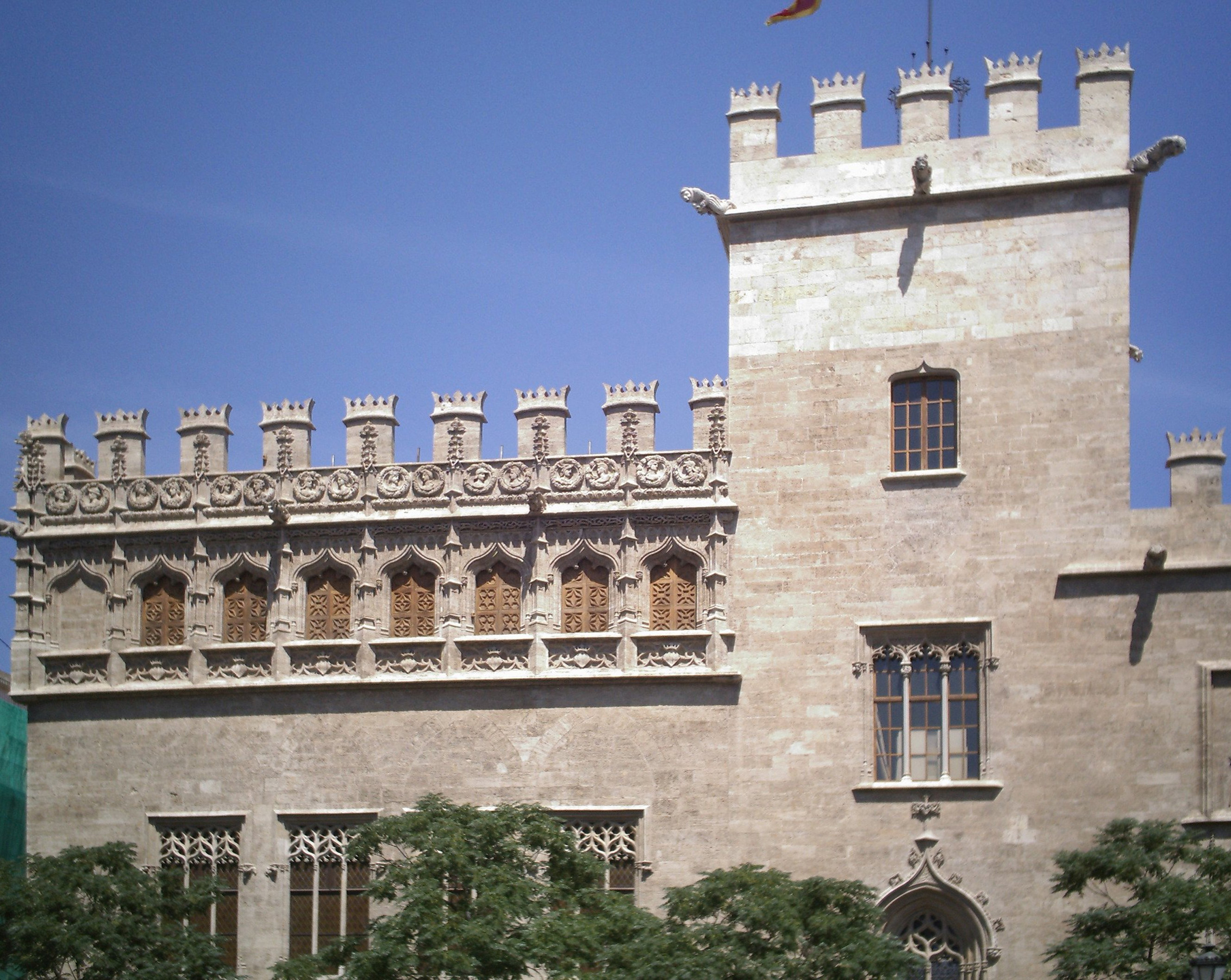
Llotja de la Seda

A la ciutat de València es va crear la Taula de canvis, una banca municipal en suport de les operacions comercials. La indústria local —que tenia els teixits al capdavant— va aconseguir un gran desenvolupament, i la ciutat es va convertir en un empori comercial al qual acudien mercaders de totes les parts d'Europa. A l'acabament del segle es va construir la Llotja de la Seda (1482-1533), probablement el centre de transaccions més important de la Mediterrània, i un verdader temple del comerç, tant a nivell, local, nacional, com internacional.

### L'esplendor artística i literària
Aquest auge econòmic tingué el seu reflex en el pla artístic i cultural. En aquesta època, arquitectònicament parlant, s'alcen alguns dels edificis més emblemàtics de la ciutat de València, com les torres de Serrans (1392), la Llotja (1482), el Micalet o la capella dels Reis del convent de Sant Doménec. En pintura i escultura, es deixaren sentir les tendències flamenques i italianes en artistes com Lluís Dalmau, Gonçal Peris o Damià Forment. En literatura, sota la protecció de la cort d'Alfons el Magnànim, florí la producció escrita, esdevenint el segle d'or valencià, amb autors com ara Ausiàs March, Roís de Corella o Isabel de Villena. Cap al 1460, Joanot Martorell escriu el Tirant lo Blanc, una innovadora novel·la de cavalleria que va influir en nombrosos autors posteriors, des de Miguel de Cervantes Saavedra fins a Shakespeare.

## Formació i consolidació del català a l'edat mitjana

### Conceptes

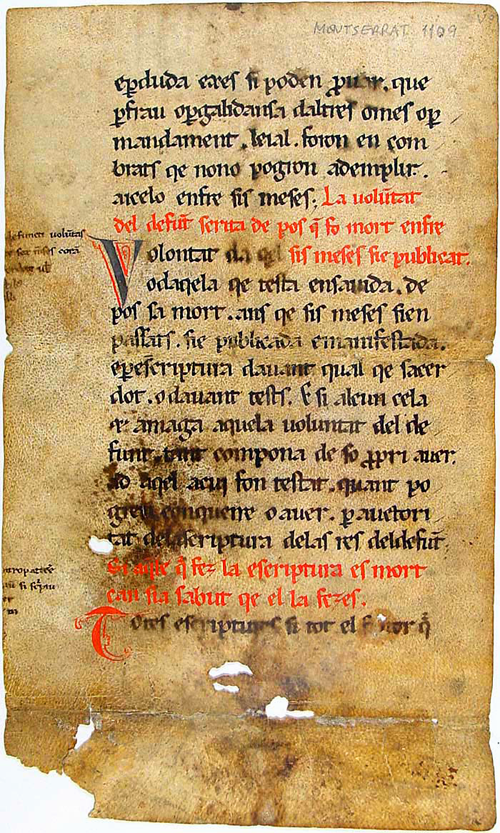
Es considera aquest fragment del Liber Iudiciorum, una compilació de dret visigot, el primer text escrit en llengua catalana derivat de l'original en llatí, cap a finals del.

1. Substrat: influències lingüístiques que s'incorporen al llatí vulgar dels romans que es troben en el nostre territori i que provenen de les llengües que ja hi havia, anteriors a la romanització.
2. Superstrat: influències posteriors a la romanització que s'incorporen a la llengua catalana a partir de les invasions dels pobles germànic i àrab.
3. Adstrat: aportacions lingüístiques de les llengües veïnes.

### L'origen del català

#### La realitat lingüística preromana dels Països Catalans
Del 1000 al 218 aC, s'estableixen al territori que actualment es coneix com a Països Catalans diversos pobles que parlaven llengües diferents: els sorotaptes, els celtes, els fenicis, els grecs o els ibers. Aquestes són les llengües que integren el substrat del català.
El 218 aC, els romans desembarquen a Empúries i ocupen l'actual territori de Catalunya.

#### La romanització i la substitució lingüística pel llatí

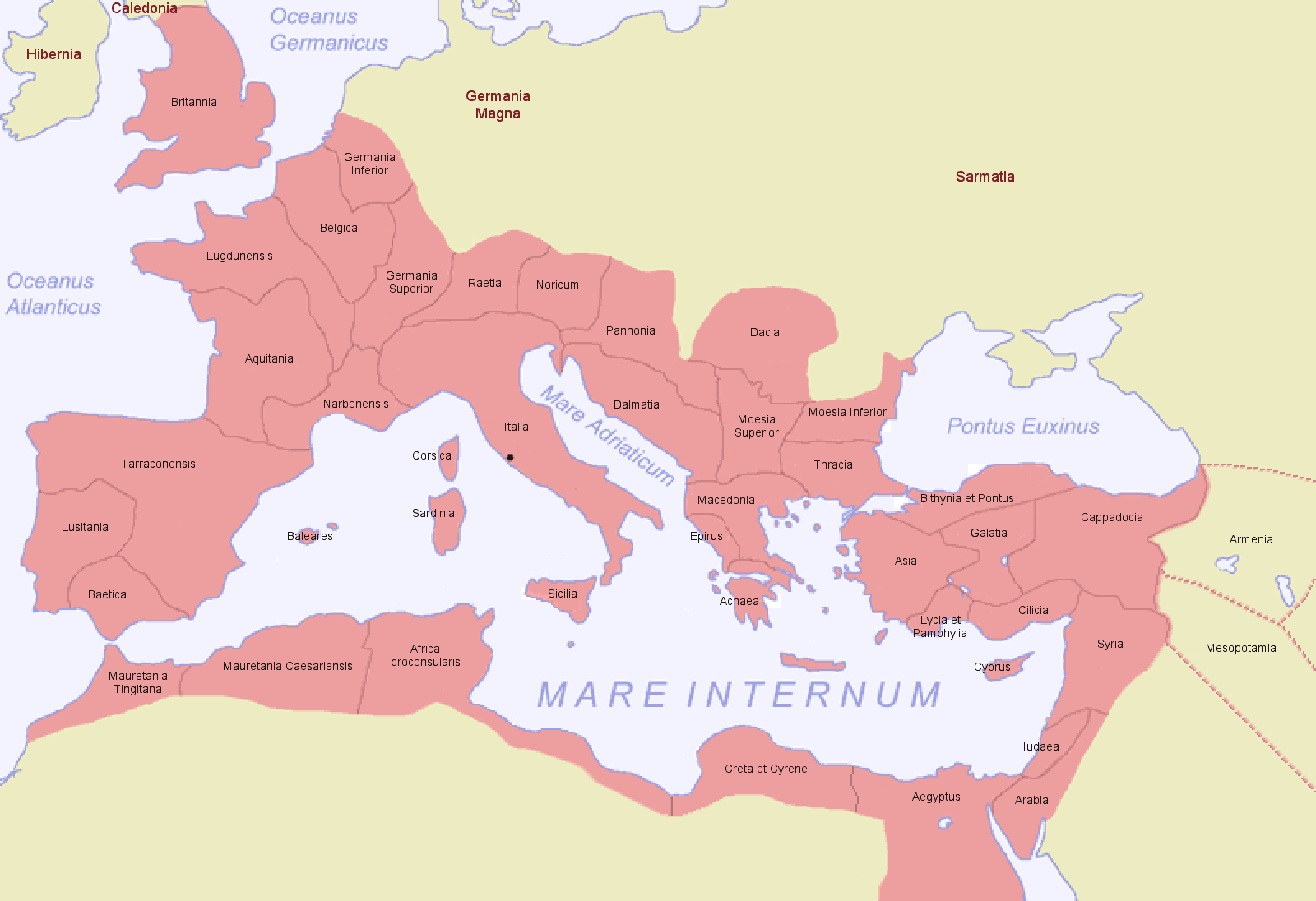
Mapa de l'Imperi Romà l'any 116 d.C.

Tot i haver desembarcat el 218 aC, la romanització del territori no començà fins al segle i aC, i el centre en fou Tarragona. Per "romanització", s'entén el procés d'implantació en el territori de la cultura, les lleis, els costums i la llengua de l'Imperi Romà, que era el llatí. No obstant això, la romanització de Catalunya no va ser uniforme, i hi hagué zones profundament romanitzades, com l'Empordà i la costa en general, al costat d'altres de romanització menys intensa, com la zona d'Olot i la zona de la Catalunya interior; la zona pirinenca occidental no es va romanitzar fins a l'edat mitjana i s'hi parlava una llengua amb basquismes, com indica la toponímia.
De mica en mica, es va produint un canvi lingüístic en aquests territoris, i després d'una etapa de bilingüisme entre el llatí i les llengües indígenes, el llatí s'acaba imposant. No obstant això, s'observa en el llatí parlat de cada territori particularitats fruit de la influència de les llengües indígenes que s'hi parlaven (substrat). D'aquesta manera, des d'un primer moment, hi ha diferències entre el llatí parlat a la península Ibèrica i el d'Itàlia. I encara, dins el llatí de la península també hi ha diferències (era diferent el llatí parlat en una zona del parlat en una altra). Els parlants, però, no tenien encara consciència d'aquestes diferències.

#### El llatí i la formació de la llengua catalana
L'Imperi Romà, al llarg del segle v dC, va començar a descompondre's, i també la unitat que representava el llatí, i aquest fet donà pas al naixement de les llengües romàniques, algunes de les quals són: el galaicoportuguès, el castellà, el català, l'occità, el francès, el sard, l'italià, el romanès i el retoromànic (al cantó suís dels Grisons).
El conjunt d'aquestes llengües, o el lloc on es parlen, és el que es coneix com a Romània. La Romània es divideix en dos blocs: 1) l'oriental (italià i romanès) i 2) l'occidental (portuguès, castellà, català, occità, francès, sard i retoromànic).

### El català preliterari

#### Les invasions germàniques

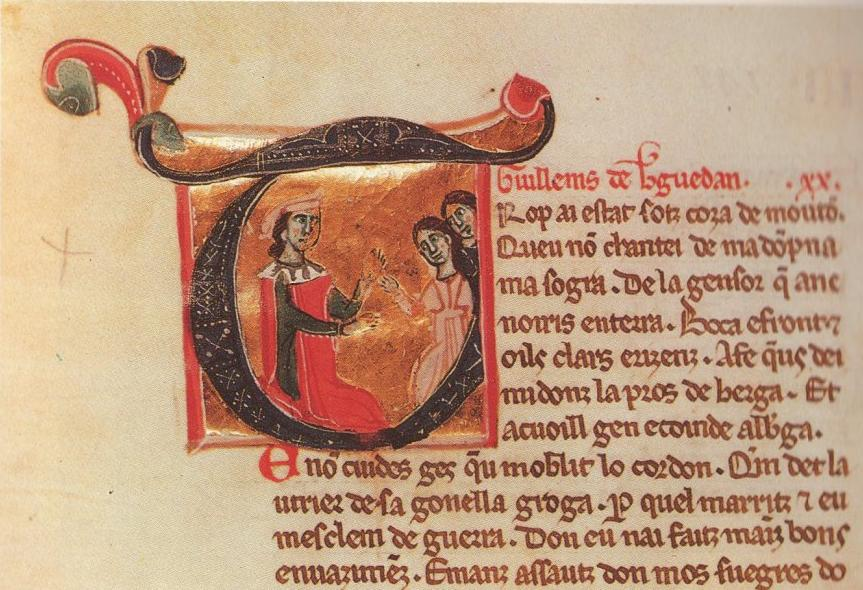
El trobador Guillem de Berguedà amb dues dames.

Aprofitant la decadència de l'Imperi Romà, els visigots començaren a ocupar territoris dominats fins aleshores pels romans. Això s'esdevingué entre els segles V, VI i vii dC. El llegat lingüístic d'aquestes invasions formarà part del superstrat de la llengua catalana. Durant aquest període, que comença amb l'arribada dels germànics a la península Ibèrica, el català es va anar desenvolupant com a llengua oral, apartant-se de l'estructura del llatí i anirà prenent préstecs lèxics tant de les llengües germàniques com de l'àrab. El català preliterari (de vegades anomenat proto-català) era una llengua molt propera a l'occità, juntament amb les varietats del qual forma les llengües occitanoromàniques.

#### La invasió musulmana

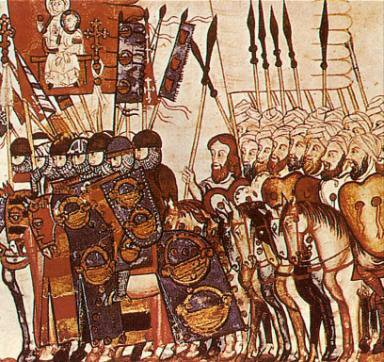
La Reconquesta peninsular

Al segle viii, es produeix la invasió musulmana de tota la Península. Aviat, però, els carolingis van emprendre un projecte de conquesta per a assegurar-se una zona de seguretat davant l'imparable avanç musulmà. Així nasqueren tot un seguit de comtats i la conquesta arribà fins a Barcelona (801), comprenent els territoris que es coneixen com a Catalunya Vella. La conquesta dels territoris del sud de Catalunya, la Catalunya Nova, es va fer esperar fins al segle xii.
La influència de les llengües germàniques i de l'àrab damunt del romanç que es parlava en aquests territoris influí de manera diferent: l'àrab tingué molta més incidència en el català parlat a la Catalunya Nova, sota domini musulmà durant molts anys, que no pas en el de la Catalunya Vella, on la influència del superstrat àrab fou més minsa.

### La formació de la llengua literària

#### La consciència de diferenciació lingüística llatí/català

Mapa cronològic que mostra l'evolució territorial de les llengües del sud-oest d'Europa, entre les quals apareix el català.

Durant aquest període, assistim als grans canvis que es produeixen en el llatí vulgar i que propicien la formació de les llengües romàniques. Gràcies a l'esforç de Carlemany, es produí dins l'Imperi Carolingi, del qual formava part la "Marca", una renaixença intel·lectual (la Renovatio carolingea) que promovia el renaixement de la cultura llatina cristiana. Per fer-ho efectiu, es proposà el restabliment del llatí culte.
El resultat d'aquest intent va ser que la immensa majoria de la gent no entenia el que li deien, i va començar a prendre consciència que aquell llatí que es creien que parlaven havia evolucionat fins al punt de convertir-se en una llengua completament diferent. Dissortadament, i encara que es pensa que la llengua catalana va seguir una evolució paral·lela a la de la resta de les llengües romàniques, la documentació que n'ha perviscut no és pas directa, i no explicita la consciència de diferenciació entre el llatí i el primitiu romanç català.
Per diversos indicis, però, podem afirmar que el català ja era parlat en aquest racó de la península cap al segle viii dC. És a dir, el llatí parlat aquí des dels primers segles de la nostra era havia evolucionat prou com per diferenciar-se de la llengua vulgar de Roma i ser notablement diferent. Això no obstant, els documents de l'època són escrits en llatí (força degradat i en alguns aspectes proper al català).

#### Els primers testimonis de català escrit

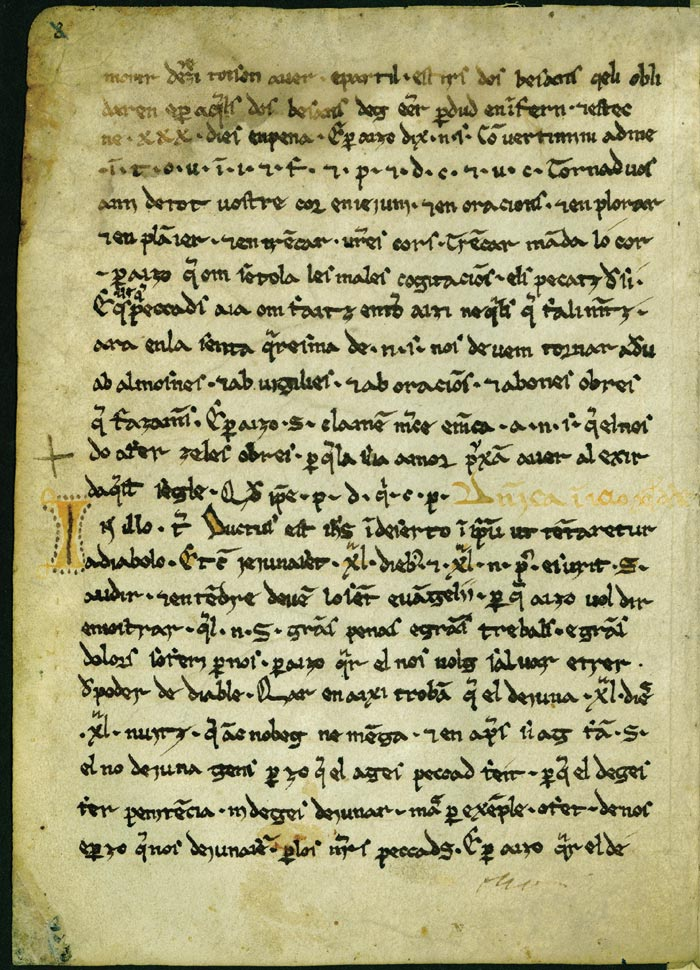
Les Homilies d'Organyà

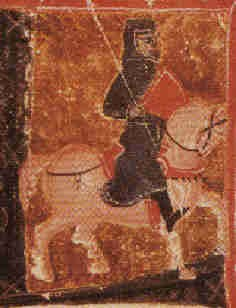
El trobador Bertran de Born

Les paraules i construccions catalanes en documents quotidians com testaments, actes o vendes s'observen al segle ix. Aquest fet indica que la llengua oral de qui redactava l'escrit era ben diferent d'aquella en què s'escrivia. A finals del segle ix, es comencen a trobar algunes mostres de trets típics del català enmig de textos en llatí. Per exemple, en l'acta de consagració de la catedral d'Urgell redactada al darrer terç del segle ix, apareix el nom de Palomera en llatí Palumbaria. En un altre text, aquest ja de principis del segle xi, apareix enmig d'un text llatí, del 1034, el nom de set arbres fruiters en català:
| « | morers III et oliver I et noguer I et pomer I et amendolers IIII et pruners et figuers... | » |

Aquest mateix segle, es produeix una decisió important per a les llengües romàniques: l'Església decidia en el concili de Tours que calia traduir les homilies in rusticam Romanam lingua per tal que els feligresos entenguessin alguna cosa de la Paraula. La denominació del català preliterari entra en joc, i s'entén que és el català oral que devia servir de vehicle de comunicació entre els habitants de la part nord-est del Principat, ençà i dellà dels Pirineus, des de mitjans del segle vii.
Els primers documents feudals escrits íntegrament en català es troben en el segle xi. Entre els textos més antics que es conserven totalment en català, hi ha el Jurament de Radulf Oriol, escrit entre 1028 i 1047 i els Greuges de Caboet, escrit entre 1080 i 1095. Del 1098, data el Jurament de Pau i Treva del comte Pere Ramon de Pallars Jussà al bisbe d'Urgell.
El segle xii trobem altres documents feudals com els Greuges dels homes de Sant Pere de Graudescales i els Greuges dels Homes d'Hostafrancs de Sió, que com els Greuges de Caboet, procedeixen de l'àrea antiga del bisbat d'Urgell. Al mateix segle, sorgeixen les primeres traduccions o adaptacions d'origen jurídic, com el Liber iudiciorum (Llibre Jutge o Llibre dels judicis), la més antiga es conserva a l'Arxiu Capitular d'Urgell, a la Seu d'Urgell, i data de la primera meitat del segle xii, paleogràficament i lingüísticament.; una altra que data paleogràficament de finals del segle xii, conservat a la Biblioteca de l'Abadia de Montserrat, i es creu que és una còpia d'una traducció de mitjans del segle xii.
A finals del segle xii o principis del segle xiii, sorgeixen les Homilies d'Organyà (comentari en català d'uns passatges de l'Evangeli, escrits en llatí), considerat el primer text literari escrit originàriament en català, ja que els anteriors citats no són considerats literaris, i és una col·lecció de sermons conservada en aquesta població. Tant el Forum com les Homilies s'havien considerat tradicionalment els primers textos en català.
Tot i que és anterior, la Cançó de Santa Fe, escrita entre 1054 i 1076, no rep la consideració de ser el primer text literari en català perquè hi ha dubtes sobre si el text és en català o occità. Es tracta d'una hagiografia de Santa Fe d'Agen contada en 593 versos octosil·làbics, dividida en un nombre variable de cobles consonants segons les versions (de 41 a 55).

#### Una llengua per al dret i el comerç

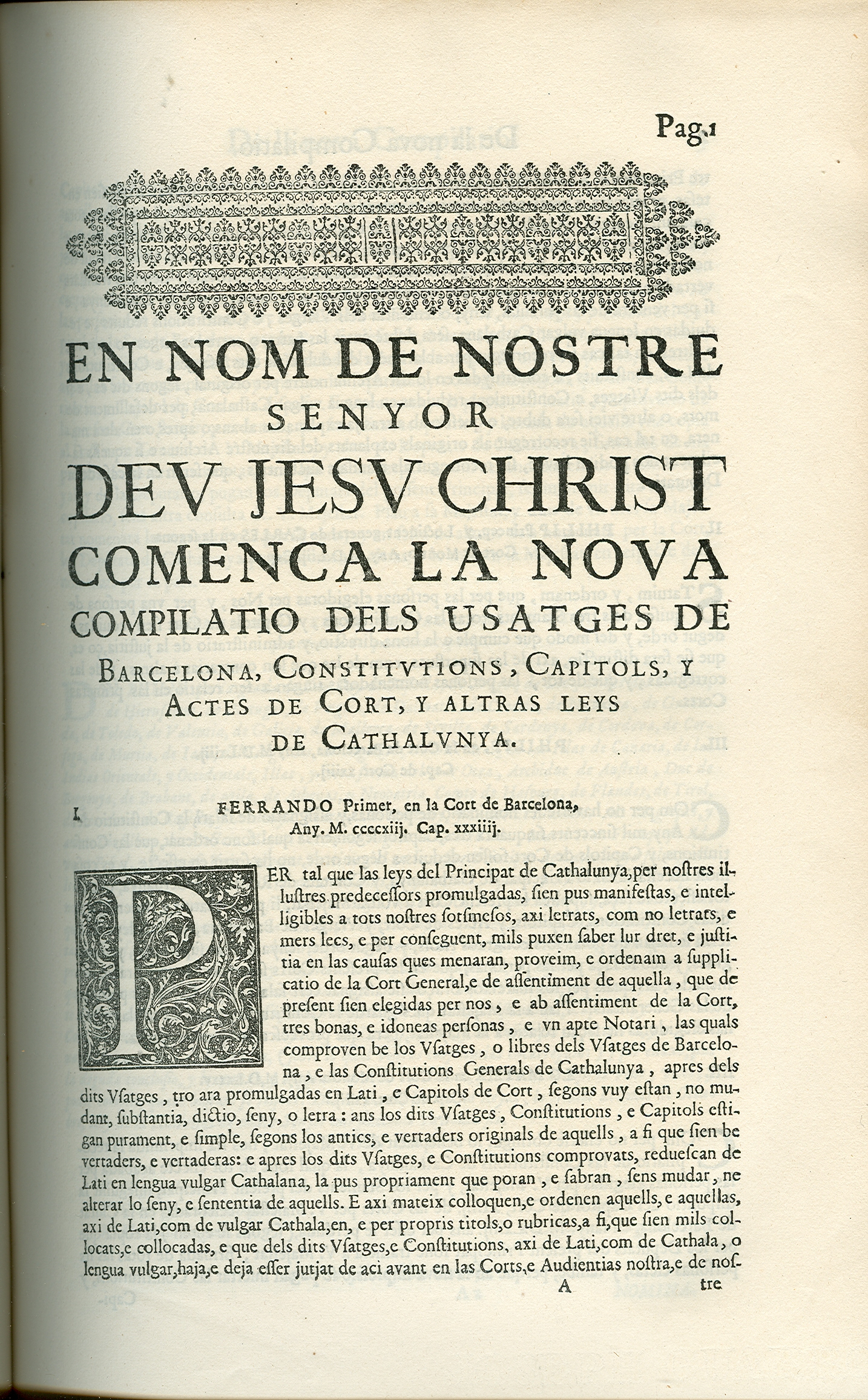
Compilació dels Usatges de Barcelona, i de les Constitucions catalanes, Capítols, Actes de cort i altres Lleis de Catalunya de les Corts de Barcelona (1413) (edició impresa).

A principis del segle xiii, ja sovintegen els textos en català. Es tracta de textos jurídics i comercials. Catalunya, sota l'hegemonia del casal dels comtes de Barcelona, anava adquirint fesomia pròpia i independent i, al mateix temps, s'anava vertebrant: les ciutats creixien i la vida comercial esdevenia un dels eixos de la vida econòmica. En aquest context, els pactes feudals o les lleis franques esdevenien inadequades i era necessari adaptar-les a la nova situació.
Entre els textos jurídics, cal destacar els Usatges de Barcelona (originàriament escrits en llatí, però en tenim una traducció catalana de la segona meitat del xiii). A València, i responent a la necessitat d'organitzar jurídicament el territori acabat de conquerir, va aparèixer un text de gran importància jurídica i lingüística: els Furs de València (en llatí el 1261 i traduïts al català tot seguit). Es tracta d'un tractat jurídic que estableix els costums i lleis per a la regulació quotidiana. Igualment, és de la segona meitat del segle xiii el llibre Costums de Tortosa, codi de dret.

#### L'aparició de la prosa literària. Ramon Llull

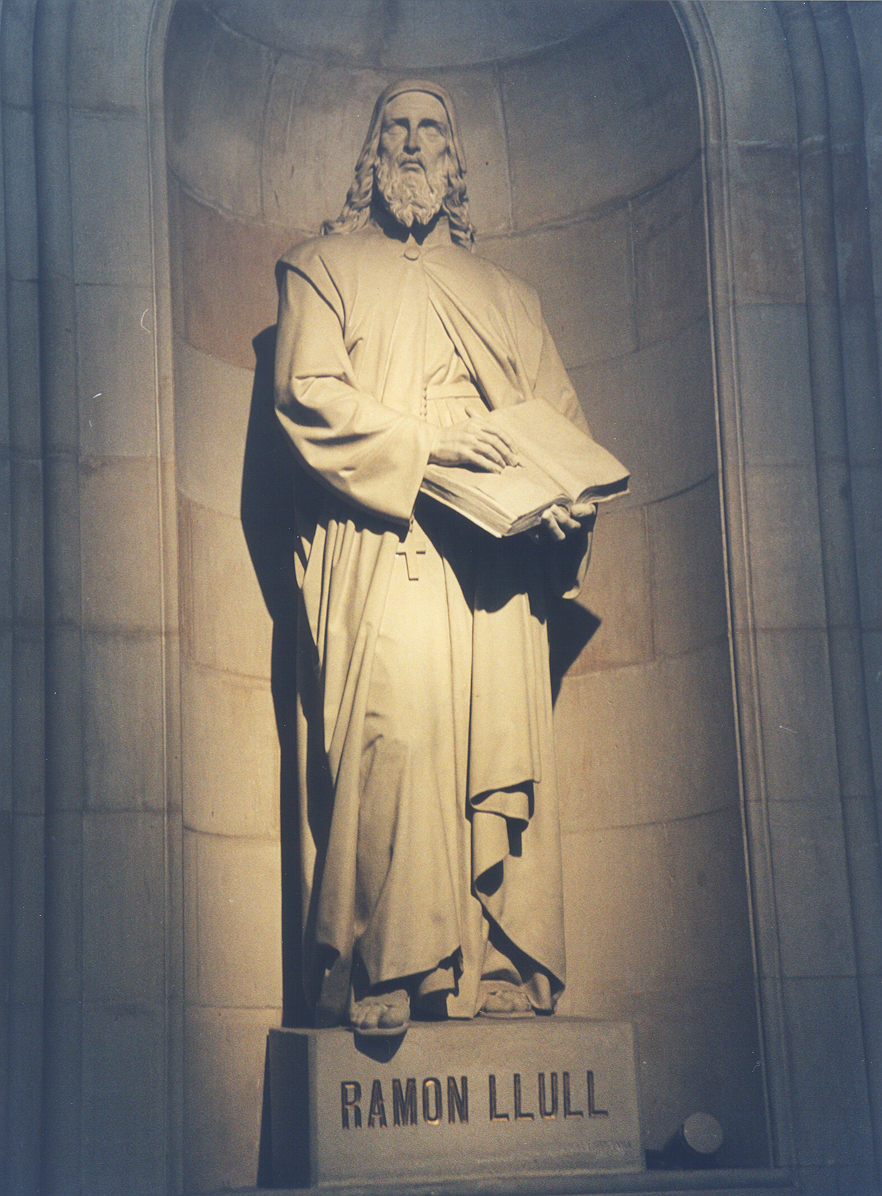
Estàtua de Ramon Llull al vestíbul de la Universitat de Barcelona.

Ramon Llull (Mallorca 1232-1315) és el creador de la prosa literària en llengua catalana. És el primer escriptor europeu que utilitza una llengua romànica popular per a tractar sobre temes que fins llavors eren reservats al llatí: filosofia, ciència, etc. Això ho va fer per no reduir la seva obra al camp de la gent que coneixia llatí.
Llull, però, no va partir de zero. Hi havia obres anteriors en català i contemporànies, però cap d'aquestes té la seva qualitat i importància. Entre les seves obres destaquen: el Llibre de contemplació en Déu, El Blanquerna, el Llibre d'Amic e Amat, el Llibre de l'orde de cavalleria, etc.

#### La historiografia. Les quatre grans cròniques
A mitjan segle xii, al costat de les cròniques llatines de caràcter erudit i monacal, apareixen a Catalunya unes cròniques de tipus popular per a ser memoritzades i recitades. Destaquen en català les denominades quatre grans cròniques: la de Jaume I, la de Bernat Desclot, la de Ramon Muntaner i la de Pere el Cerimoniós. Es caracteritzen pel fet d'historiar esdeveniments contemporanis o bé immediatament anteriors (la història catalana dels segles xiii-xiv).
Les quatre grans cròniques representen la maduresa definitiva de la prosa catalana iniciada amb Ramon Llull, i des d'un punt de vista ideològic s'entrelluca en totes aquestes un sentiment patriòtic i nacionalista desconegut en la literatura anterior.

#### L'expansió peninsular i mediterrània

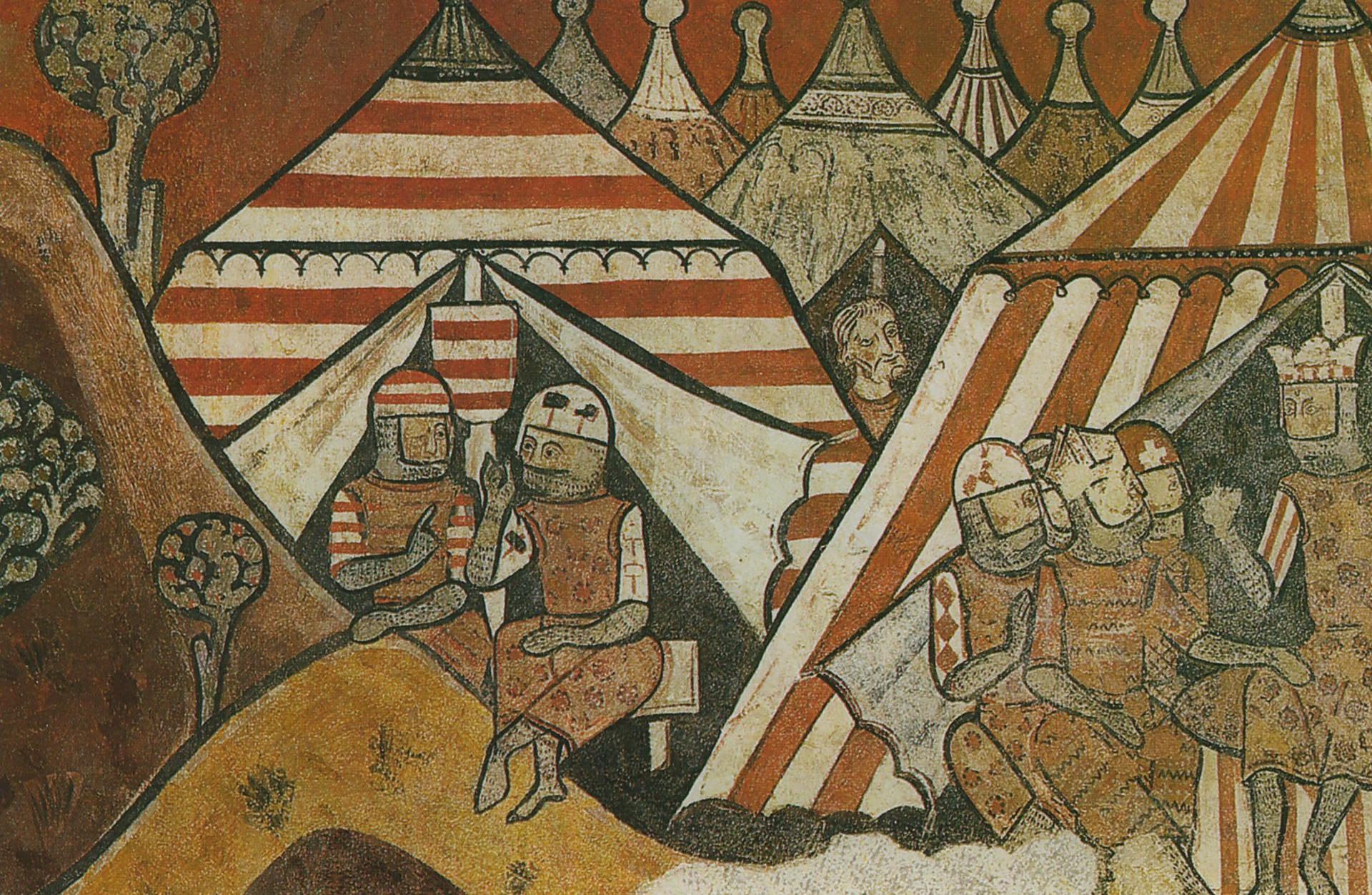
La conquesta de Mallorca

L'elaboració de les quatre grans cròniques s'ha de relacionar amb l'expansió de la Corona d'Aragó més enllà de les seves fronteres. A la Península, Jaume I el Conqueridor fou un dels impulsors de la conquesta. En destaquen la conquesta de Mallorca, el 1229 (repoblada per gent de l'Empordà i la Catalunya Vella), València, durant el període 1233-1245 (els nuclis urbans i costaners foren repoblats per catalans i les terres de l'interior per aragonesos, aragonesoparlants, cosa que explica la formació de dues àrees idiomàtiques al País Valencià), Sicília, el 1282, Sardenya, el 1327 (sobretot la ciutat de l'Alguer, repoblada totalment per catalans) i finalment Grècia i Neopàtria, a inicis del XIV.
En alguns territoris, com les Balears i València, arrelà el català. En d'altres com l'Alguer, s'ha conservat amb dificultats. I en llocs com Grècia, el català no hi aconseguí arrelar.

#### La llengua de la poesia

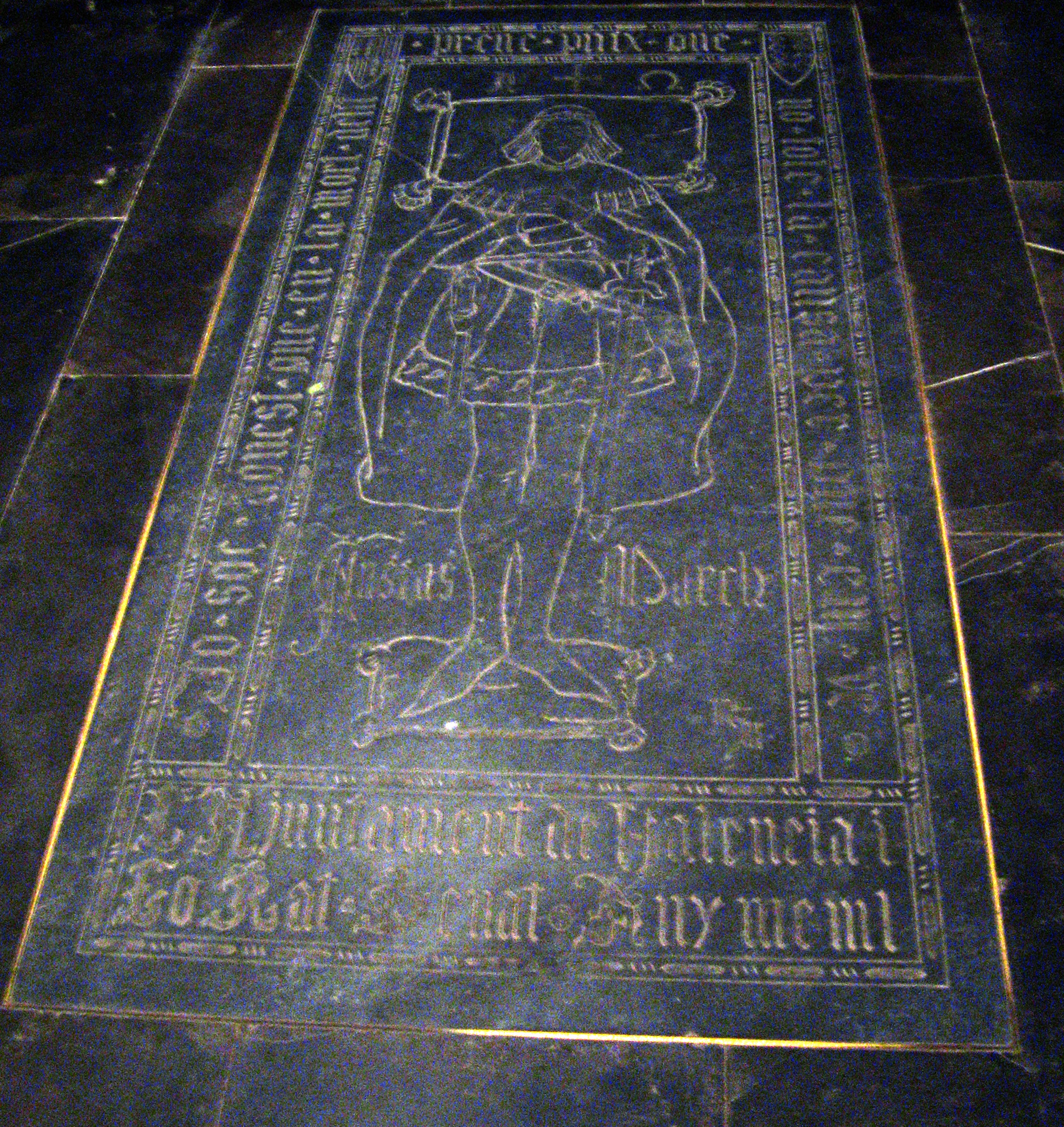
Tomba d'Ausiàs March a la Catedral de València.

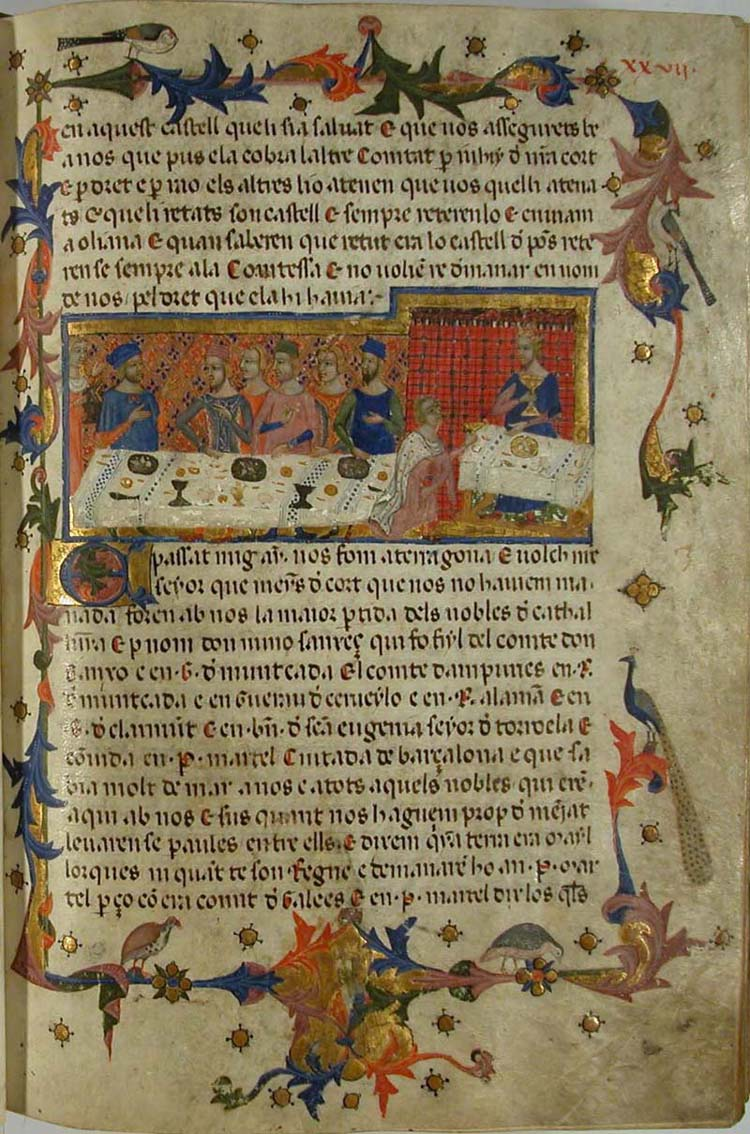
Llibre dels Fets

Fins que, al segle xv, Ausiàs March va començar a escriure poesia sense occitanismes, la llengua en què s'escrivia la poesia a la Corona d'Aragó era l'occità, però no era una forma d'occità de cap localització geogràfica concreta: era una llengua koiné literària, sovint artificial, comuna de totes les corts occitanes. El món català i l'occità, durant els segles xii i xiii, estaven molt relacionats. Si actualment el català i l'occità són dues llengües molt semblants, en aquella època ho eren molt més i, per tant, els poetes catalans no devien tenir gaires dificultats per escriure en occità.
La batalla de Muret (1213) va significar l'inici de la decadència de la societat occitana i la seva llengua. Tot i així, des de Catalunya sorgiren iniciatives que allargaren la vida de l'occità com a llengua de la poesia. No obstant això, els poemes fets per autors catalans a finals del xiv i començaments del xv estaven força plens de catalanismes. Es parla d'un procés de catalanització i de desprovençalització de la poesia catalana d'aquesta època.

#### La Cancelleria Reial
Pere III el Cerimoniós (1319-1387) s'adonà que existia un estret lligam entre poder i llengua, i per això es proposà de reformar la Cancelleria Reial. La Cancelleria havia estat creada al segle xiii i era un organisme administratiu i burocràtic. Amb la reforma de Pere III, entraven a treballar a la Cancelleria gent molt preparada en els camps de la teologia, el dret, l'escriptura, etc. La seva tasca era redactar els documents oficials, que aviat foren considerats models de bon escriure.
Aviat, el català de la Cancelleria esdevingué una mena de llengua acadèmica, ja que era la llengua dels discursos i dels documents que signava el rei, i això la legitimava i feia que fos acceptada incondicionalment en tots els territoris de la Corona. La prosa de la Cancelleria fou un factor important d'unitat de la llengua administrativa i literària.
Acabà sent una mena de model supradialectal: bastida sobre la modalitat dialectal del barceloní, fou acceptada per tots els escriptors com una mena de forma estàndard.

## Els jueus catalans
Els jueus catalans històrics són les poblacions de religió jueva que es varen desenvolupar a l'edat mitjana a Catalunya.
No sé sap quan varen començar a establir-se a Catalunya ni en quina mesura ho varen fer, per conversió o per emigració.
La resta jueva més antiga de Catalunya és una pedra del segle iv amb un text trilingüe hebreu, llatí i grec, on hi deia Pau sobre Israel i sobre nosaltres i els nostres fills, amén, on entre altres dibuixos hi havia un canelobre de set braços. Però no és fins als temps de Carles el Calb que es troba la primera referència directa a un habitant jueu anomenat Judà o Judacot, i que era emissari del rei a Barcelona.
La seva població va augmentar en els segles posteriors i varen establir calls a Girona, Lleida (també anomenat La Cuïrassa), Cervera, Tortosa, Manresa, Tarragona, Perpinyà, i Vilafranca del Penedès. En algunes poblacions hi havia dos calls. A Barcelona, hi havia el call Major o de la Volta i el call de Sanaüja o de N'Àngela. A Cervera el call Antic, Vell o Sobirà i el call Nou o Jussà. Balaguer i Besalú també tingueren població jueva.
Els jueus catalans eren considerats propietat directa del rei, de manera que aquests no havien d'estar subjectes als nobles i al sistema feudal que afectava els cristians. D'aquesta forma, el rei se'n servia per a cobrar-los impostos especials i obligar-los a fer-li préstecs. La posició de la corona era la d'afavorir la seva existència per tal de tenir algú capaç de desenvolupar les tasques de metge i prestador, que eren feines considerades impures pels cristians. Tanmateix, després dels avalots de 1391, calls sencers varen ser destruïts i, malgrat els intents, mai es va poder recuperar la població jueva de Barcelona. Va ser llavors que la major part de la població jueva de Catalunya va emigrar al Regne d'Aragó, fet que explicaria per què havent-hi hagut una població tan destacada al segle xiv després de l'expulsió del jueus final forçada de 1492 no s'ha pogut observar rastres del català en la diàspora.
Els jueus de Catalunya tenien l'obligació de ser identificats amb una rodella distintiva a la roba.

### Catalànic
Els jueus catalans parlaven principalment català. L'hebreu només el feien servir litúrgicament i en escrits cultes per a ser entesos per altres comunitats jueves (està documentada una consulta del segle ix dels jueus de la ciutat al mestre Rab Amram, de Babilònia, sobre temes religiosos i legals). No eren araboparlants, però el seu major coneixement va facilitar que fossin contractats com a funcionaris per l'administració catalana, tot i que les lleis més restrictives del 1283 en el Recognoverunt proceres els va fer desaparèixer d'aquesta àrea.
Els escrits que han deixat contenien tot sovint traduccions directes de l'hebreu, així com tot d'altres paraules típiques també dels altres parlars romànics dominats per jueus. Aquest dialecte social és anomenat catalànic.

### Jueus catalans destacats
Categoria principal: jueus catalans medievals
- Jacob ben David ben Yomtob
- Bonastruc ça Porta
- Shlomo ben Adret
- Jafudà Bonsenyor

## Els jueus mallorquins
La comunitat jueva de Mallorca es remunta als temps romans; la historiografia mallorquina tradicional ha donat per fet, sense poder documentar-ho, que l'arribada de jueus a l'illa es va produir amb la diàspora posterior a la destrucció del segon temple de Jerusalem, al segle i, i si bé hi ha indicis d'aquesta presència, els primers vestigis segurs se'n remunten al segle v: l'epístola del bisbe Sever de Menorca, l'any 418, en què es parla dels vincles de la comunitat jueva menorquina amb Mallorca, l'existència d'un bisbe mallorquí amb el nom hebreu d'Elies l'any 484, i les troballes arqueològiques dels ploms funeraris de Ses Fontanelles (Santa Maria), amb inscripcions hebraiques, i d'una llàntia amb la representació d'una menorà a Palma constitueixen l'inventari material que acredita la seva presència en aquells moments. Tot i així, de l'anàlisi de la descripció que fa Sever de la comunitat jueva de Menorca, molt nombrosa, ocupant altes dignitats municipals, capaç d'oposar-se enèrgicament a l'Església cristiana... es dedueix que només pot correspondre a una comunitat sòlidament assentada des de temps enrere, com també devia passar a Mallorca.
El 1391 una revolta pagesa, dirigida inicialment contra el poder polític i els excessos fiscals, però segurament influïda pels assalts generalitzats a les jueries castellanes i aragoneses del mateix any, acabà amb l'assalt als calls de la ciutat de Mallorca i d'Inca. Molts jueus foren assassinats i espoliats, i finalment una bona part s'exilià o es convertí. Després d'un breu període de decadència el 1435, la resta de la comunitat jueva mallorquina va ser obligada a convertir-se al cristianisme, finalitzant en aquesta data l'existència oficial dels jueus a l'illa. Però, com en molts altres llocs, bona part dels jueus mallorquins varen practicar el criptojudaisme, és a dir, continuaren practicant la seva religió sota aparença cristiana, i s'articularen sota l'organització de la confraria de Sant Miquel o dels Conversos, posteriorment de Nostra Senyora de Gràcia, com a instrument de cohesió interna, ajuda mútua i resolució de conflictes. D'aquesta comunitat, al segle xvii, se'n derivarà la qüestió xueta, amb les condemnes sota acusació de criptojudaisme i el consegüent procés d'estigmatització que va patir aquesta minoria des de llavors i fins a l'actualitat.

### Els xuetes mallorquins
Els xuetes [ʃu'ətəs], també anomenats xuetons, són un grup social de l'illa de Mallorca, descendents d'una part dels jueus mallorquins conversos al cristianisme i dels quals al llarg de la història s'ha conservat consciència col·lectiva del seu origen per mor de ser portadors d'algun dels cognoms, de llinatge convers, afectat per les condemnes inquisitorials per criptojudaisme al darrer quart del segle xvii, o per estar-hi estretament emparentats. Els xuetes han estat històricament estigmatitzats i segregats, per la qual cosa, i fins a la primera meitat del segle xx, han practicat una estricta endogàmia. Avui dia, entre 18.000 i 20.000 persones a l'illa són portadores d'algun d'aquests cognoms.